# Île d'Or
Vous lisez un « article de qualité » labellisé en 2020.
Ne doit pas être confondu avec les îles d'Hyères aussi dénommées îles d'Or.
L'île d'Or — /il.dɔʁ/ — se situe dans la partie orientale de la commune française de Saint-Raphaël, dans le département du Var, en mer Méditerranée. Cette petite île se trouve non loin de la plage du quartier du Dramont où se déroula une partie du débarquement de Provence en 1944.
L'îlot est composé de roches volcaniques rouges — des rhyolites — comme le reste du massif de l'Esterel dont il fait partie. Cette roche est le matériau utilisé pour la construction de la tour qui l'occupe. 
Cet îlot rocheux n'apparaît dans l'histoire locale qu'à la toute fin du XIXe siècle. Peu après une première acquisition, Auguste Lutaud, second propriétaire, érige une tour dite sarrasine qui témoigne bien de l'ambiance Belle Époque. Ceci est le prétexte à la proclamation d'un royaume de fantaisie. Il s'y tient alors de nombreuses fêtes mondaines avec des personnalités que la mode vient d'amener en villégiature sur la Côte d'Azur. Puis la Première Guerre mondiale met un terme aux festivités. Lors du conflit mondial suivant, en 1944, se déroule devant l'île une partie du débarquement de Provence. Au cours de la célébration du premier anniversaire de celui-ci, la tour subit un incendie accidentel et ce n'est que dix-sept ans plus tard qu'elle est restaurée. Devenue une résidence secondaire, l'île demeure privée. 
Il est suggéré sans preuve que l'îlot et sa tour ont inspiré à Hergé l'île qui apparaît dans l'album L'Île Noire des Aventures de Tintin, sorti en 1938, mais d'autres hypothèses sont avancées. 
Le site attire les artistes en raison de son caractère pittoresque et figure fréquemment dans l'iconographie touristique de la Côte d'Azur.

## Localisation
L'île d'Or est située en mer Méditerranée. Elle fait partie du quartier du Dramont de la commune française de Saint-Raphaël dans le Var. Cette commune littorale de la Côte d'Azur possède trente-cinq kilomètres de côtes. Le Dramont comme tous les écarts de la commune se trouve à l'est du chef-lieu. Il est distant du centre-ville d'environ huit kilomètres et en est séparé par le quartier littoral de Boulouris.
L'île d'Or se trouve au plus près à 190 m du continent (abords de la maison forestière du Poussaï), à environ 460 m de la plage du Débarquement au nord-nord-ouest, et à 300 m de la pointe de l'Esquine de l'Ay à l'est. Le port-abri le plus proche de l'île est celui du Poussaï qui se trouve au nord-nord-est, à environ 300 m.
L'île mesure environ 195 m de long et 118 m de large et elle culmine à 15 m. Son axe principal est orienté en direction du port-abri du Poussaï. Elle est composée de deux parcelles cadastrales, BC 109 (qui comporte la tour) et BC 214, d'une superficie totale de 0,920 ha ,.

Localisation de l'île d'Or.

## Géologie
- p (rhyolite)
- rMi (Mitaux) et rPx (Pradineaux) Permien sédimentaire
- 3aM (coulée de mugéarite)
- 3F (filon de dolérite)
- E (estérellite)
- K (cornéenne)
- E2-3 (blocs et cailloux)
- Fx-z (alluvions)
- Z (déblais artificiels)
- failles

Carte géologique de l'île d'Or.

L'île d'Or appartient au massif de l'Esterel. Constituée de rhyolites (p), elle apparait d'autant plus rougeoyante que la plage du Débarquement, qui lui fait face, est constituée de galets bleutés. Ces galets résultent de déblais artificiels (Z) d'une carrière d'estérellite (E) exploitée depuis l'Antiquité.
La Provence cristalline, ou Provence varisque, regroupe d'une part les massifs métamorphiques, migmatitiques et granitiques des Maures et de Tanneron, d'autre part une dépression permienne à remplissage sédimentaire et enfin le massif de l'Esterel. Les formations géologiques les plus anciennes datent de l’âge permien c'est-à-dire de la fin de l’ère primaire — il y a environ 250 Ma. Elles affleurent dans les massifs des Maures et de Tanneron et forment le socle hercynien. Le massif volcanique de l'Esterel en émerge. Ce volcanisme est de type rift continental. Il est donc limité à l'est par un bassin sédimentaire et au nord par le massif de Tanneron. Ses coulées volcaniques comportent des rhyolites rouges. Dans ce paysage se trouve l'affleurement du Dramont d’âge oligocène inférieur — environ 30 Ma. Il correspond à l'intrusion d'estérellite. Cette roche calco-alcaline bleutée est intrusive dans les grès et les rhyolites permiennes.

## Toponymie

### Étymologie
La toponymie de l’île d’Or ne fait apparemment l'objet d’aucune étude.

### Occurrences

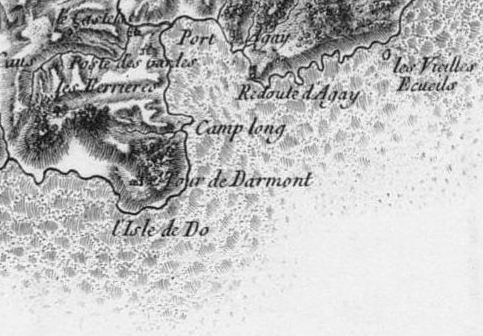
« L'Isle de Do ». Extrait de la carte de Cassini no 169. 1778-1780.

Une première occurrence du nom de l'île d'Or est trouvée dans la première moitié du XVIIIe siècle. Ainsi sur le Plan de la baye de Nagaye de Jacques Ayrouard, pilote du roi, il est écrit « Isle dor ». Puis en 1764 la carte Port de Nagaye et coste voisines de Jacques-Nicolas Bellin porte « I. d'Or ». Cependant ce cartographe ne travaille qu'en cabinet sans faire lui-même de levée, de ce fait il est possible que le nom qu'il donne s'éloigne de l'attribution locale. Puis sur la carte de Cassini no 169 dite d'Antibes, levée en 1778-1780, apparait la dénomination « L'Isle de Do ». De nouveau figure sur le cadastre napoléonien en 1826 l'appellation « Isle d’Or ». Toutefois « Ile de Do » est la terminologie retenue en 1838 sur la Carte routière de la Provence divisée en ses quatre départemens d'Eustache Hérisson et sur celle du Département du Var éditée par Bellue,. En 1846, toujours éditée par Bellue, la carte marine des Phares et fanaux des côtes de la mer Méditerranée indique « I. d'O ». Enfin en 1856, Hippolyte de Villeneuve-Flayosc prend, sur la Carte géologique et hydrographique du Var, des Bouches du-Rhône, de Vaucluse et des Basses-Alpes (ancienne Provence), le nom « Ile d'Or ».

## Histoire

### Naufrages antiques

Schéma de tubuli de voûte isolés et assemblés.

Ainsi qu'en attestent de nombreuses fouilles archéologiques sous-marines, des routes maritimes romaines longent les côtes méditerranéennes. C'est ainsi qu'en 2017 dix épaves sont déclarées face au Dramont — Dramont A à Dramont J. Elles datent de 50 av. J.-C. au Ve siècle apr. J.-C.. Au moins l'une de ces épaves pourrait avoir heurté un écueil nommé le « sec de l'île d'Or ».
[pertinence contestée]Par exemple, un navire gît par quarante-deux mètres de fond, après avoir fait naufrage entre 425 et 455 apr. J.-C., à quelque 800 m à l'ouest de l'île d'Or. Inventée par Jane Issaverdens et Frédéric Dumas, l'épave Dramont E est déclarée le 5 octobre 1965 — alors qu'entre-temps de très nombreux pilleurs sévissent — son étude est finalisée en 1995. Il s'agit d'un navire de taille plutôt modeste, d'environ seize mètres de longueur hors tout et avec un port en lourd voisin d'une quarantaine de tonnes. Il transporte de grosses amphores cylindriques, appartenant pour la plupart au type Keay 35, au contenu semble-t-il essentiellement constitué d'huile et de salaisons de poisson, mais aussi des amphores du type Keay 25 et des spatheia de tailles variées pour conserver des olives ainsi qu'en témoigne la présence persistante de noyaux. De surcroît il existe un lot important de plats et d'assiettes en céramique sigillée claire, et peut-être, chose rare et voire unique, un chargement complet de tubuli de voûte — ou fusées céramiques. La cargaison indique que le navire vient de l'Afrique romaine et même très vraisemblablement d'un port de l'actuelle Tunisie. Les pièces de monnaie trouvées à bord permettent une datation du naufrage à l'époque du royaume vandale. L’épave est bien la preuve que la conquête vandale ne caractérise pas une interruption mais au contraire le maintien du trafic maritime entre Rome et l'Afrique.

### Île privée

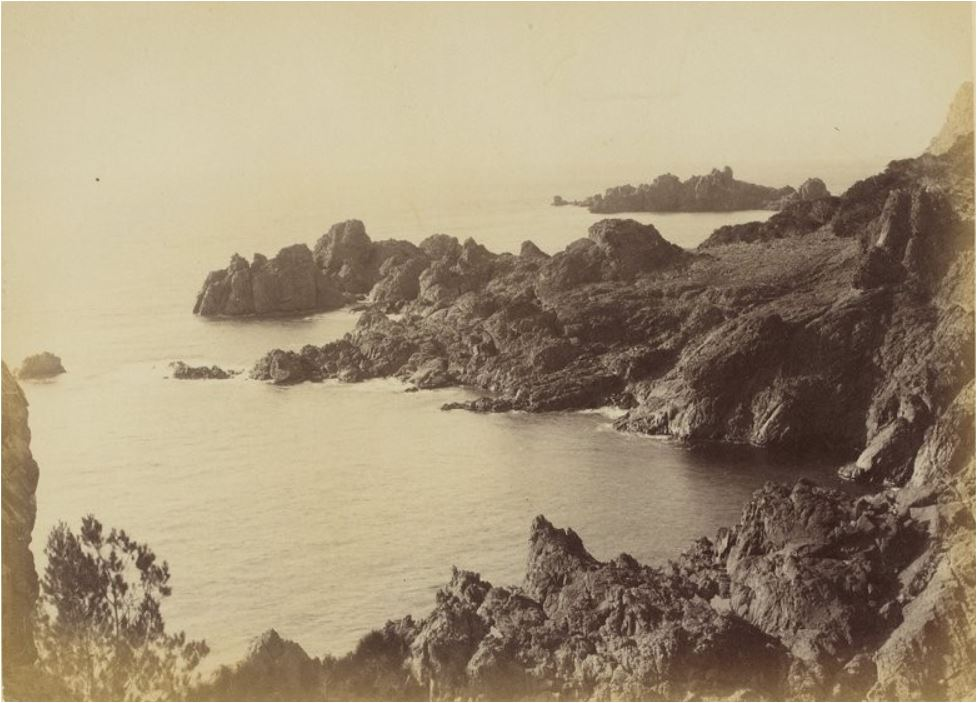
En arrière-plan l'île d'Or en 1891. James Jackson.

Les Domaines, à la suite de la délégation du préfet du Var du 5 octobre 1897 au maire de Saint-Raphaël, vendent aux enchères le rocher le 11 octobre 1897,. L'île d'Or est adjugée en présence de M. Valmier, receveur de l'enregistrement à Fréjus, à Joseph Léon Sergent (1861-1931),, — alors directeur de la société civile des terrains de l'Estérel-Valescure, — qui en fait l'acquisition pour 280 francs,, — soit 1 112,16 euros en 2019. À titre de comparaison à la même date le prix d'une bicyclette « de travail » — le salaire moyen mensuel d'un ouvrier est de 150 francs — varie de 250 à 300 francs,, alors qu'une automobile Peugeot, dont la construction en série vient de naître, varie de 7 000 à 25 000 francs selon les modèles. Le procès-verbal est rédigé par le maire de Saint-Raphaël puis acté par Me Léonard Sidore notaire à Fréjus. Léon Sergent est un boursier de l'École nationale d'arts et métiers d'Aix qui forme des chefs d’ateliers et des contremaîtres d’usine. Il se déclare géomètre lors du recensement de 1881 à Saint-Raphaël. En effet il se trouve dans cette ville où s'arrêtent en 1863, trois trains par jour, dans chaque sens, qui relient Paris à Cannes. Certes, la bourgade est alors moins connue et moins mondaine que Cannes ou Nice mais elle est moins chère et commence à fixer l'aristocratie britannique qui prise cette French Riviera découverte sur le chemin de l'Italie. C'est ainsi qu'il épouse le 27 octobre 1885 Catherine Mary Bentall (1859-1952) une riche Anglaise en villégiature. Devenu l'un des architectes de Saint-Raphaël, il est bien introduit dans la colonie britannique et devient peu après 1894 vice-consul du Royaume-Uni. Cette proximité explique qu'il fait la connaissance du docteur Auguste Lutaud,. Pendant quelques années sa famille et ses amis profitent de l'île. Ils y vont en pique-nique, parfois ils y passent la nuit à la belle étoile.

### Royaume de l'île d'Or
| Royaume de l’île d'Or    |                                                                          |
| Royaume de l'île d'Or    |                                                                          |
| Drapeau (supposé).       | Blason.                                                                  |
| Administration           |                                                                          |
| Pays                     | France                                                                   |
| Territoire revendiqué    | Île d'Or                                                                 |
| Statut politique         | Royaume de fantaisie                                                     |
| Roi de l'île d'Or Mandat | Auguste Ier 1910-1925                                                    |
| Fête nationale           | 19 septembre                                                             |
| Démographie              |                                                                          |
| Langue(s)                | Français                                                                 |
| Géographie               |                                                                          |
| Coordonnées              | 43° 24′ 39″ nord, 6° 50′ 48″ est                                         |
| Superficie               | 0,010 950 km2                                                            |
| Divers                   |                                                                          |
| Devise                   | النَّجَات فِي الصَّدْق (elnajât_ fî elSadq_) « Le salut est dans la sincérité » |
|                          |                                                                          |
| modifier                 |                                                                          |

#### Auguste Lutaud

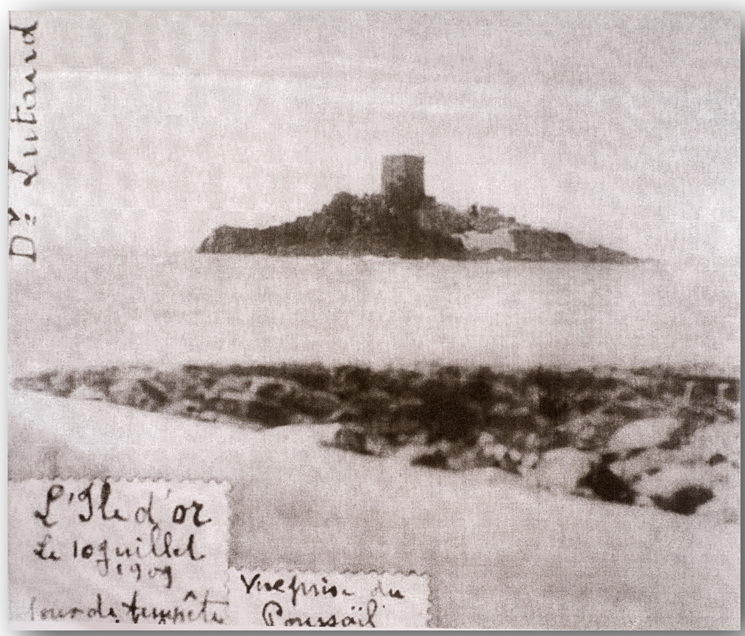
Photographie de la tour de l'île d'Or en construction le 10 juillet 1909 par Léon Sergent.

Un acte notarié, détenu par les descendants du Dr Lutaud, établit la vente de l'île le 26 janvier 1909 par Léon Sergent et Catherine Bentall, son épouse, à Auguste Lutaud — il en a l'usufruit et ses deux fils, Paul et Léon, la nue-propriété — pour 300 francs-or — soit 1 191,73 euros en 2019. Selon Bureau-Lagane, les successeurs de Lutaud rapportent qu'à la suite d'une partie de whist Léon Sergent « ayant perdu une somme assez importante, propose de le [Lutaud] rembourser en cédant l'île ». Ceci semble une rumeur peu vraisemblable ; l'hypothèse d'une proposition d'achat à Sergent, dont le départ prochain et définitif à Arlay dans le Jura est connu, paraît plus probable.
Auguste Lutaud (1847-1925) est un gynécologue qui, après une thèse soutenue à Paris en 1874, est médecin de l'hôpital français de Londres. Puis il séjourne en Grande-Bretagne et voyage aux États-Unis avant de se fixer à Paris où il est médecin à la prison Saint-Lazare, qui comporte à cette époque un hôpital carcéral pour prostituées et « insoumises ». Ayant également une clientèle privée, ce praticien anglophone d'un certain renom, découvre la Côte d'Azur par ses patientes anglaises qui vont se reposer à Cannes et à Nice,. Le 18 mai 1886 il achète à Valescure, quartier de Saint-Raphaël, le chalet Les Mimosas, maison de gardien du pensionnat des Demoiselles — actuellement La Moineaudière —, à la société civile des terrains de Saint-Raphaël Valescure qui le cède par adjudication en raison d'une liquidation judiciaire. Puis le 17 mars 1887 il fait, dans les mêmes conditions, l'acquisition de la pension qu'il transforme en maison de cure — hôtel Continental puis hôtel des Anglais — en prenant pour architecte Léon Sergent avant de la revendre le 1er avril 1898,,,. Entre-temps ayant acquis toujours de la même société le 17 octobre 1891 un terrain contigu, il y fait construire la villa des Agaves par Léon Sergent. Ce pavillon de gardien avec écuries au rez-de-chaussée, est revendu avec l'hôtel des Anglais. Il réside de nouveau en 1908 et en 1909 au chalet Les Mimosas, vendu finalement le 15 décembre 1920. Initialement locataire d'un chalet forestier au pied du Dramont, il fait bâtir une maison forestière sur le domaine public grâce à un bail emphytéotique de trente ans obtenu en 1905 qui donne sur le port-abri du Poussaï et d'où il voit l'île. Il nomme cette demeure chalet de l'île d'Or. Ses successeurs y passent encore leurs vacances,.

#### Tour de l'île d'Or
Alors qu'il a soixante-deux ans, dès le 15 mai 1909, il fait construire sur l'île qu'il vient d'acquérir une tour  — aussitôt dite par les contemporains tour sarrasine. La section est carrée contrairement aux tours génoises corses — proches et nombreuses — dont les sections sont très majoritairement rondes. Par ailleurs il est établi que « les tours quadrangulaires […] ont une plus grande capacité d'élévation » et que les formes carrées facilitent la construction en raison d'une mise en œuvre aisée des matériaux. Ainsi que l'indique la presse d'époque, Léon Sergent, précédent propriétaire et architecte, construit la tour. Ceci est toujours présent dans « les souvenirs de ses descendants ». Il fait partie des invités lors de l'inauguration. Pierre-François Cabasse agit en tant qu'entrepreneur, et Augustin Camba, dessinateur de l'architecte, est retenu. Enfin les carriers qualifiés pour l'extraction des pierres et les tailleurs de pierres pour leur mise en forme, employés au Dramont, sont commis,. Selon les propos d'Anne-Marie Guillot, descendante d'Aurelio Borgini tailleur de pierre et restaurateur au Dramont — et père d'Amelia, future marraine de l'île —, le campanile crénelé à section carrée qui surmonte l'église San Martino e Sisto de Vellano — proche de Pescia en Toscane d'où proviennent ces ouvriers italiens du Dramont — influence peut-être la construction,,. Cette hypothèse est controversée. L'eau, le sable, le ciment et les poutrelles d'acier nécessaires à la construction sont acheminés par bateau. Mais la pierre, hormis celle des créneaux qui vient d'Italie, est extraite de l'île même, ce qui explique la couleur rouge de la construction,. Elle a une emprise au sol de huit mètres sur huit pour une hauteur de dix-huit mètres et comporte cinq étages. Les murs ont une épaisseur d'un mètre à la base qui va en s'amenuisant. Le tout est couronné par un faux-mâchicoulis sur consoles crénelé. À l'intérieur, les étages et la terrasse sont en bois seul l'escalier est maçonné. L'ouvrage est terminé en septembre 1910 après seize mois de travaux.

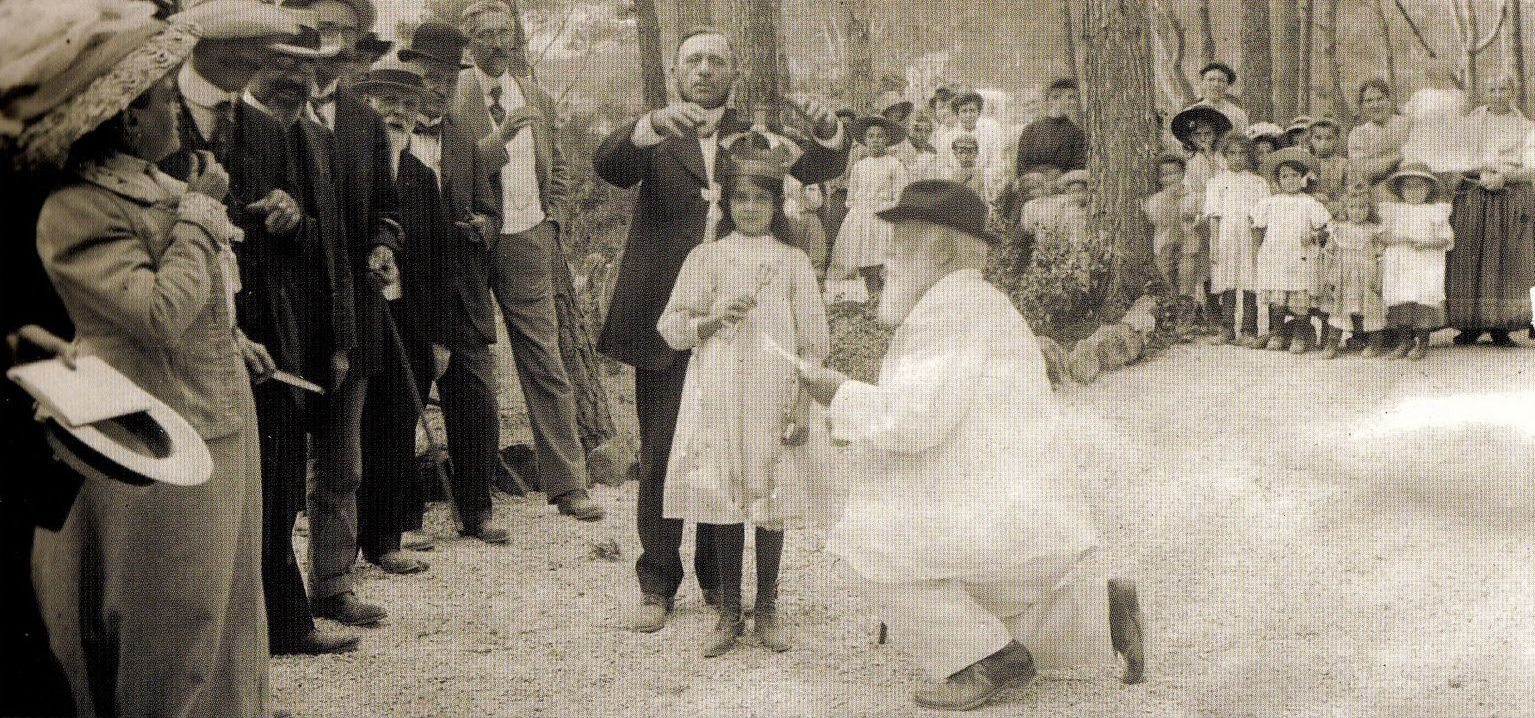
Mariani devant une fillette couronnée par Lutaud le 19 septembre 1910,.

Le 19 septembre 1910, l'inauguration, rapportée par la presse locale, et nationale, d'une manière drôlatique — ainsi le frère du propriétaire, qui est préfet du département du Rhône, est-il présenté comme un « satrape » par L'Express du Midi —,,,
, est célébrée dans une ambiance Belle Époque. Devant tous les élèves de l'école du Dramont, la meilleure d'entre eux présente sur un coussin rouge des branches de chêne, d’olivier et de laurier qui symbolisent l'honneur, la paix et la gloire. Puis elle adresse un hommage au propriétaire qui est couronné « Roi de l'île d'Or » par Angelo Mariani, son père spirituel du jour. Enfin lui sont remises une clef et une couronne dorées ainsi qu'un sceptre dont l'une des extrémités représente un trident,. À son tour, cette fillette, Amelia Borgini, est couronnée et élevée au rang de princesse d'un jour puis elle reçoit cette clé symbolique — comme en témoigne un cliché de la cérémonie — qui permet d'accéder au royaume et d'y pêcher en l'absence de sa majesté. Il semble alors que l'île s'appelle momentanément « Sainte-Amélie ». Assistent à l'inauguration Louis Hudelo, préfet du Var, Oscar Roty, médailleur, Antoine Lumière, père des photographes, etc. Auguste Lutaud crée la légende d'un prétendu roi sarrasin qui aurait voulu construire une tour sur l'île et dont il n'aurait fait que reprendre le projet, puis déclare : « Mahomet […] autorisait la polygamie pour les hommes seulement ; moi, je l'autorise pour les hommes et pour les femmes. » Ceci est ponctué de l'hymne royal,,. Un bal clôt le banquet.

#### Devise du «Royaume»
Ayant pris en 1910 le titre d'Auguste Ier, roi de l'île d'Or, Auguste Lutaud dote le royaume de la devise « Le salut est dans la sincérité » — hadîth faible, mais accepté comme parole de sagesse islamique. Ainsi sur des éléments qui nous sont parvenus — ex-libris, cartes postales, médailles, vignettes —, se trouve النَّجَات فِي الصَّدْق (elnajât_ fî elSadq_). L'ensemble النَّجَات (elnajât), c'est-à-dire « le salut », puis فِي (fî) signifiant « dans », est suivi d'une combinaison de lettres qui a du sens الصَّدْق (elSadq_), d'une racine signifiant « sincère, honnête, qui ne trompe pas, dans la sincérité ».

#### Armes du «Royaume»

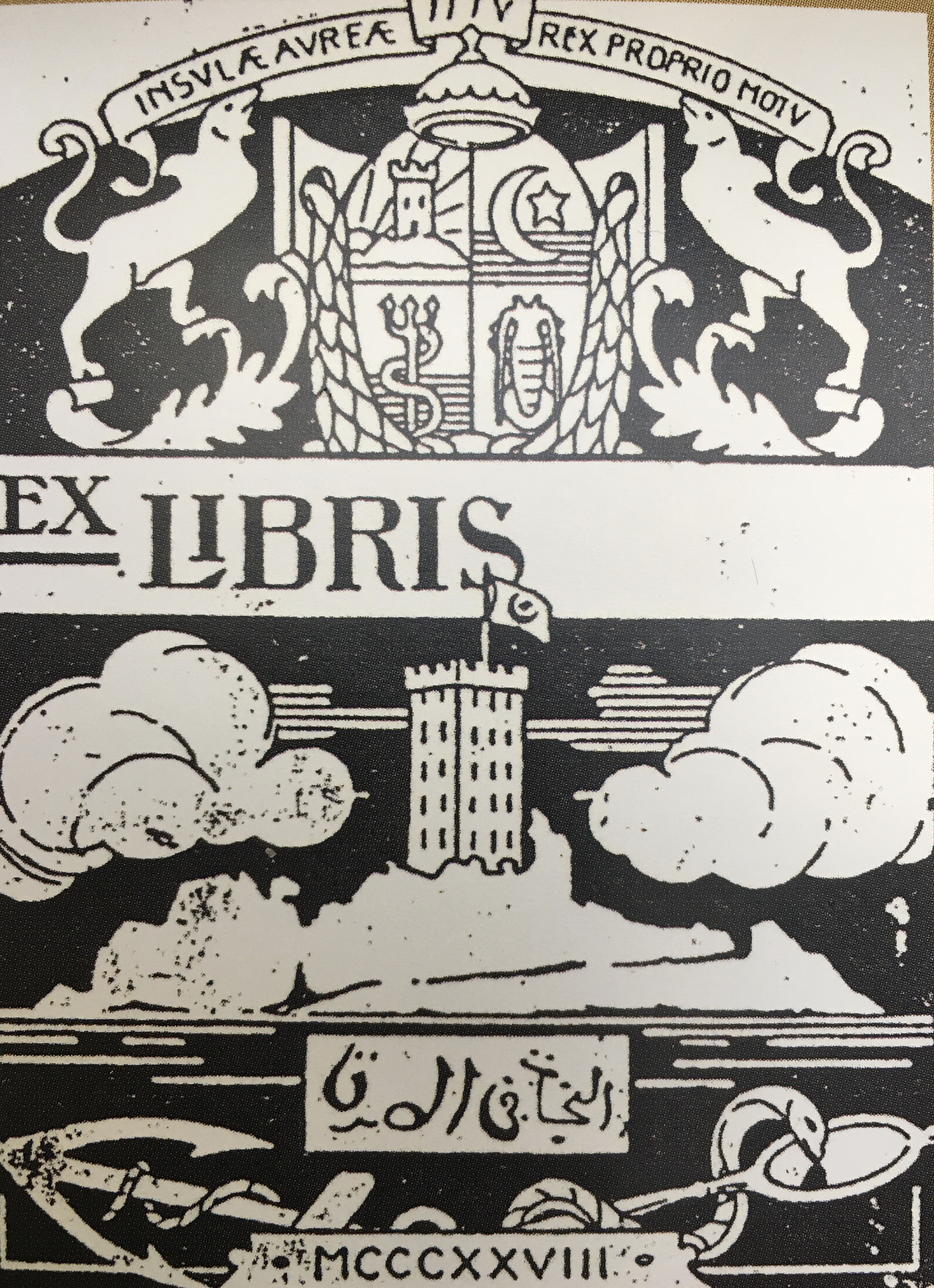
Ex-libris d'Auguste Ier.

Les armoiries du roi autoproclamé apparaissent. Son blason évoque un écu écartelé :
1. représente une tour sur une île dans la mer avec un soleil levant depuis la droite ;
2. a pour fond deux parties, en haut unicolore, en bas des bandes horizontales de couleurs alternées, avec par-dessus un croissant aux pointes vers la gauche et une étoile ;
3. a le même fond que le précédent mais avec un trident entrelacé avec un serpent[N 29] ;
4. représente une langouste.

Les supports sont constitués de deux monstres dressés en vis-à-vis sur deux branches d'olivier. L'ensemble est surmonté d'une couronne. Ceci est dominé par Insulae Aureæ Proprio Motu,. Ses armes figurent aussi sur les ex-libris de sa bibliothèque et sur les cartes postales qu'il élabore,,. Une grande plaque incluse dans la roche et faisant face au Dramont les porte aussi. Lutaud fait également émettre des vignettes représentant la tour sur son île. Enfin lorsqu'il y est présent, il fait hisser au sommet de la tour un drapeau carnation sur lequel figurent un croissant et une étoile à cinq branches, symbole de la civilisation islamique,,.

#### Fêtes du «Royaume»
Le souvenir de deux fêtes-anniversaires mémorables de ce couronnement nous est parvenu. Lors de ces réceptions certains invités se rendent sur l'île, mais le repas fastueux est donné au Dramont, sous les pins, où il est plus aisé de servir un banquet pour une centaine de convives. L'île et sa tour servent alors de décor. Les menus sont agrémentés par Albert Robida dessinateur et caricaturiste célèbre à son époque qui illustre déjà Le Parnasse hippocratique du Docteur Minime — nom de plume de Lutaud. 
Nous avons bien connaissance de la première le 12 septembre 1911,, au cours de laquelle Angelo Mariani remet au roi des médailles commémoratives — avec l'année de création du royaume selon le calendrier hégirien — figurant également les armes et le domaine royal,,. Sous-jacent figure dans le même calendrier hégirien MCCCXXVIII (1328) soit 1910 du calendrier grégorien date à laquelle est proclamé le royaume. L'ensemble est entouré de la devise النَّجَات فِي الصَّدْق (elnajât_ fî elSadq_) « Le salut est dans la sincérité » répétée quatre fois — discutée à la section Devise du « Royaume ». Enfin se trouve un emplacement pour le nom de la personne à laquelle elles sont destinées ainsi qu'en témoigne au moins l'une d'entre elles qui nous est parvenue,,. Mais la reception qui est annoncée,, puis fait l'objet de comptes-rendus dithyrambiques dans la presse locale, et nationale est donnée en l'honneur de Charles Lutaud, gouverneur de l'Algérie, frère du roi Auguste Ier, le 25 septembre 1913. Entre autres, parmi les invités se trouvent le général Gallieni et son épouse. Il est rapporté par la presse qu'au milieu du parterre convié par Xavier Paoli, chef des Commandements de sa majesté, lors des toasts Auguste Ier nomme ministre de la Marine Ernest Grandclément, avocat lyonnais, qui, a tiré quelques coups de canon depuis son yacht Estello et il nomme consul à Londres Lord William Cecil. Puis il propose de revenir à une république ce qui provoque un tollé de ses sujets qui se prononcent pour le maintien d'une monarchie. Ces agapes se prolongent en soirée par un verre de champagne chez un membre de la bonne société raphaëloise. 
Alors que l'île n'est jamais habitée, Auguste Ier n'abdique pas et conformément à ses dernières volontés l'urne contenant ses cendres repose dans un rocher de l'île derrière une plaque où figure 1925, l'année de son décès.

#### Réceptions et personnalités
Auguste Lutaud organise des réceptions mondaines. Ainsi une partie des invités est citée par la presse tant lors de l'inauguration du royaume qu'en 1911 ou pour la fête-anniversaire du 25 septembre 1913. Les nombreux journalistes conviés témoignent du souhait de publicité. Les médecins, qui constituent l'entourage professionnel, ne manquent pas. Quant aux membres de la bonne société en villégiature à Saint-Raphaël, ils assurent l'éclat des fêtes,.

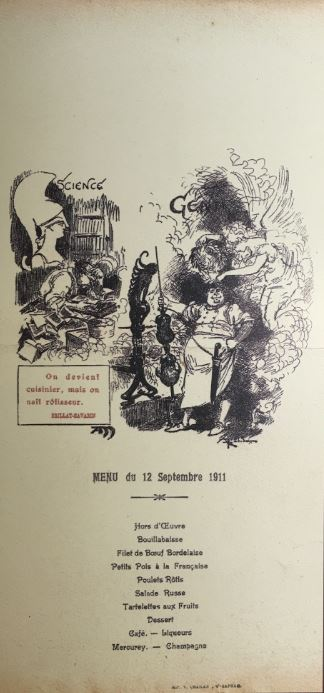
Menu illustré par Albert Robida le 12 septembre 1911.

Après celle de 1911, Auguste Ier donne la fête de 1913 en l'honneur de la visite officielle de son frère cadet Charles Lutaud (1855-1921) gouverneur général de l'Algérie du 22 mars 1911 au 29 janvier 1918. Il s'agit d'un haut fonctionnaire qui occupe de nombreux postes de préfet. Alors préfet du Rhône, il fait la connaissance du général Gallieni (1849-1916) gouverneur militaire de Lyon et ils se lient d'amitié. Ce dernier passe ses périodes de congé à La Gabelle, sa propriété de Fréjus, où il convie souvent Charles Lutaud. Il n'est alors guère étonnant d'observer leur présence conjointe.
Les invitations, adressées à une centaine de personnalités, sont formulées par Xavier Paoli (1833-1923), chef des Commandements du roi. Ce Corse a pour ancêtres le général Paoli et est allié par sa mère au maréchal Sébastiani. Son titre officiel de « commissaire spécial de la police des chemins de fer de Paris-Lyon-Méditerranée » est obscur. Il ne reflète pas celui d'« ancien commissaire délégué auprès des souverains en France » sous-jacent à son nom lorsqu'il publie ses mémoires — Leurs Majestés — libéré de toute obligation de réserve. En effet il est attaché à la police politique et doit assurer la sécurité des souverains étrangers lors de leur séjour incognito en France, rapporter quotidiennement au ministère de l'Intérieur leurs faits et gestes et rendre « leur séjour chez nous aussi agréable que possible. » Ce « gardien de Rois » est le « grand chambellan de la République ». Lutaud lui attribue cette fonction au sein du royaume de l'île d'Or.

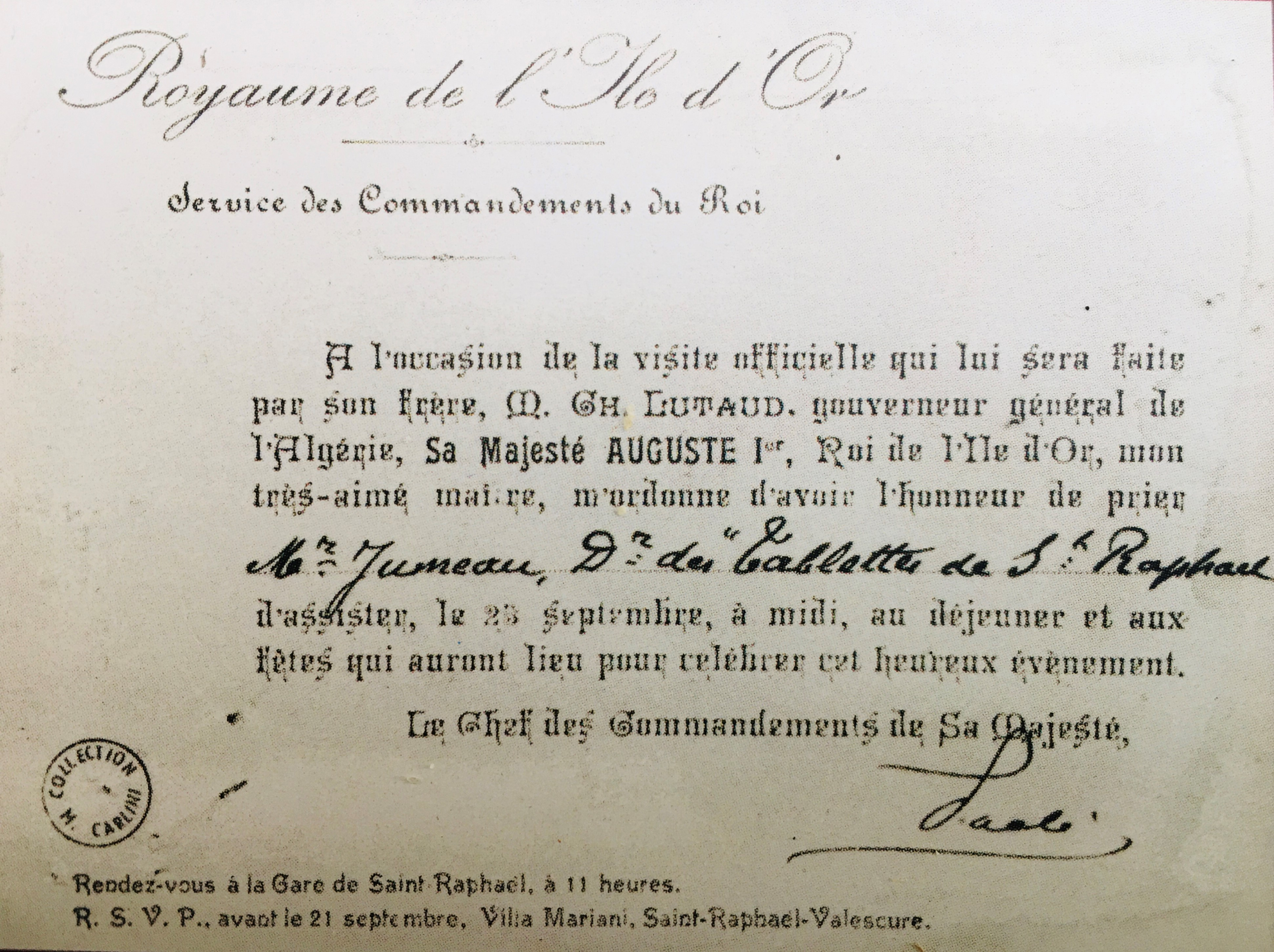
Carton d'invitation aux festivités du 25 septembre 1913 signé Paoli.

Les cartons d'invitation doivent être retournés avant le 21 septembre chez Angelo Mariani (1838-1914) à la villa Mariani — ou villa Andréa — de Valescure. Ceci témoigne de sa proximité avec son parent Paoli qu'il reçoit par ailleurs chez lui,. Mais plus que tout, ce préparateur en pharmacie corse qui invente et commercialise le vin Mariani à base de feuilles de coca macérées dans du vin de Bordeaux — distribué dans le monde entier — est un ami d'Auguste Ier. L'hospitalité accordée à ce dernier par Julius Jaros, beau-frère de Mariani, à New-York lors d'un périple aux États-Unis en témoigne. Plus tard, après l'inauguration de la tour, Georges Régnal, directeur de la Simple Revue, rapporte : « par modestie, M. Mariani n'avait pas permis que le vin de coca figurât sur le menu, mais il en fut fait une rude consommation. Dans l'île on s'en restaura, ou bien on le prit comme apéritif ; et sur la terre ferme, sous prétexte qu'il est digestif, les amateurs ne s'en privèrent pas. » De même une dédicace fort aimable accompagne le portrait d'Auguste Lutaud dans les Figures contemporaines, tirées de l'album Mariani. Ainsi qu'en témoignent les photographies et les listes d'invités ce proche participe aux fêtes.
La colonie britannique est aussi présente avec Lord et Lady William Cecil qui appartiennent à l'aristocratie. Lord William Cecil (1854-1943) est un officier membre de la cour. En 1892 il est nommé Groom in Waiting de la reine Victoria jusqu'à sa mort en 1901. Il n'est donc pas étonnant que le roi Auguste Ier le nomme consul à Londres — d'autant que plus tard, en 1927, il est nommé Gentleman Usher de George V. Son épouse, Mary Rothes Margaret Cecil (1857-1919), est à l'origine de leur présence à Valescure et le couple séjourne à la villa Lou Casteou construite le 30 mai 1903 par son père William Amhurst Tyssen-Amherst,. Dès le début du XXe siècle, en raison des fouilles archéologiques qu'elle mène et qui donnent lieu à des publications, elle fait partie comme son père du milieu égyptologique,.

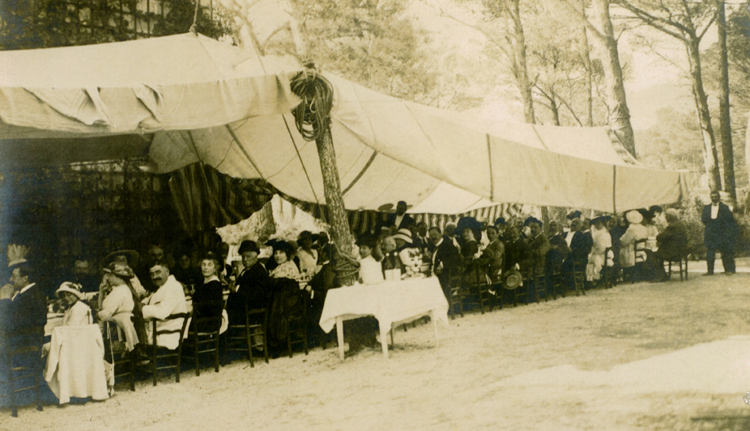
Banquet le 25 septembre 1913.

Les artistes ne manquent pas quel que soit leur domaine. Certes Antoine Lumière (1840-1911) — père des frères Lumière —, peintre et photographe, n'assiste qu'à l'investiture du fait de sa disparition. Il vient d'Anthéor, proche quartier de Saint-Raphaël, où une bastide construite à sa demande en bord de mer lui permet de s'adonner à la peinture. De même Oscar Roty (1846-1911), propriétaire depuis 1897 de la villa Marie à Valescure,, n'assiste qu'au couronnement. Ce médailleur connu notamment pour sa création de la Semeuse, membre de l'Académie des beaux-arts, est le ministre des Beaux-Arts. Mais Carolus-Duran (1837-1917) est toujours présent. Son appartenance en 1905 à l'Académie des beaux-arts et sa nomination comme directeur de l'Académie de France à Rome — villa Médicis — sont rappelées. Ce portraitiste « à la mode » fait construire une villa à Saint-Aygulf en 1880, il vient donc de Fréjus en voisin. Parmi les académiciens se trouve aussi Jean Aicard (1848-1921) membre de l'Académie française depuis 1909. Ce poète, dramaturge et romancier affectionne particulièrement la Provence et séjourne fréquemment à Saint-Raphaël,. Selon la presse il est ministre de l'Instruction publique,. L'atmosphère festive et irréelle est bien rendue par un journaliste qui indique que Paul Bertnay — anagramme de François Xavier Louis Paul Breynat — (1846-1928) « se demandait si cent cinquante feuilletons suffiraient pour raconter la très véridique aventure de la princesse captive qu’il avait certainement entendu gémir dans une oubliette de la tour… » Ce journaliste et romancier populaire lyonnais invité à l'inauguration comme aux fêtes à venir réside lors des périodes balnéaires à sa villa Paulotte d'Anthéor, proche quartier de Saint-Raphaël,.
La présence du monde politique témoigne de l'importance souhaitée pour ces festivités. Ainsi Louis Hudelo (1868-1945), préfet du Var, est toujours présent. La presse mentionne malicieusement qu'ainsi la République semble adouber un roi. Émile Flach (1853-1926), ancien magistrat, ministre d’État de la principauté de Monaco — fonction créée en 1911 — est également présent. Mais le premier selon l'ordre protocolaire est Julien Simyan (1850-1926) ancien sous-secrétaire d'État aux Postes et Télégraphes. Cet invité de marque est le premier à porter un toast lors du repas de 1913.

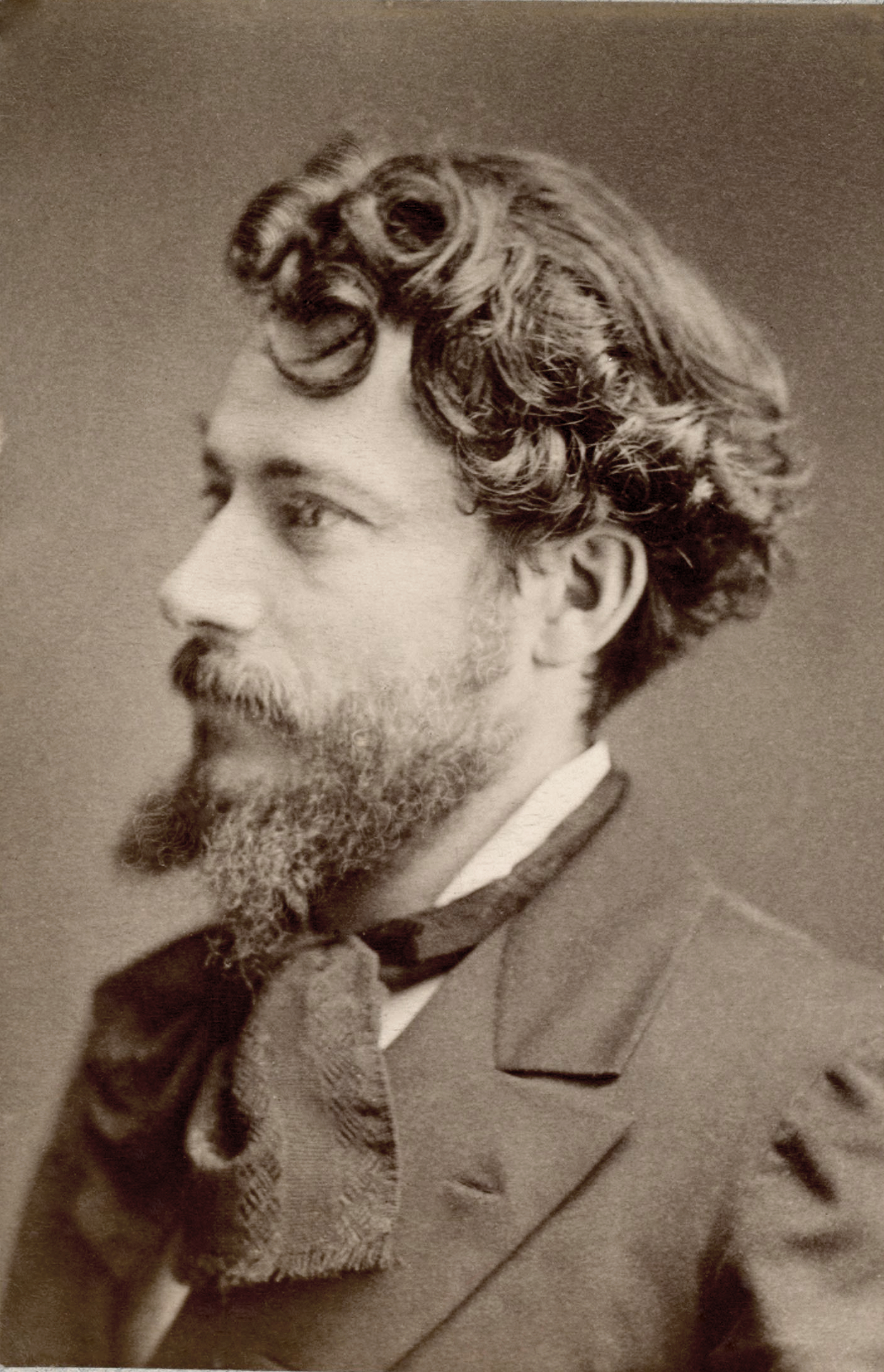
Jean Aicard (1848-1921).
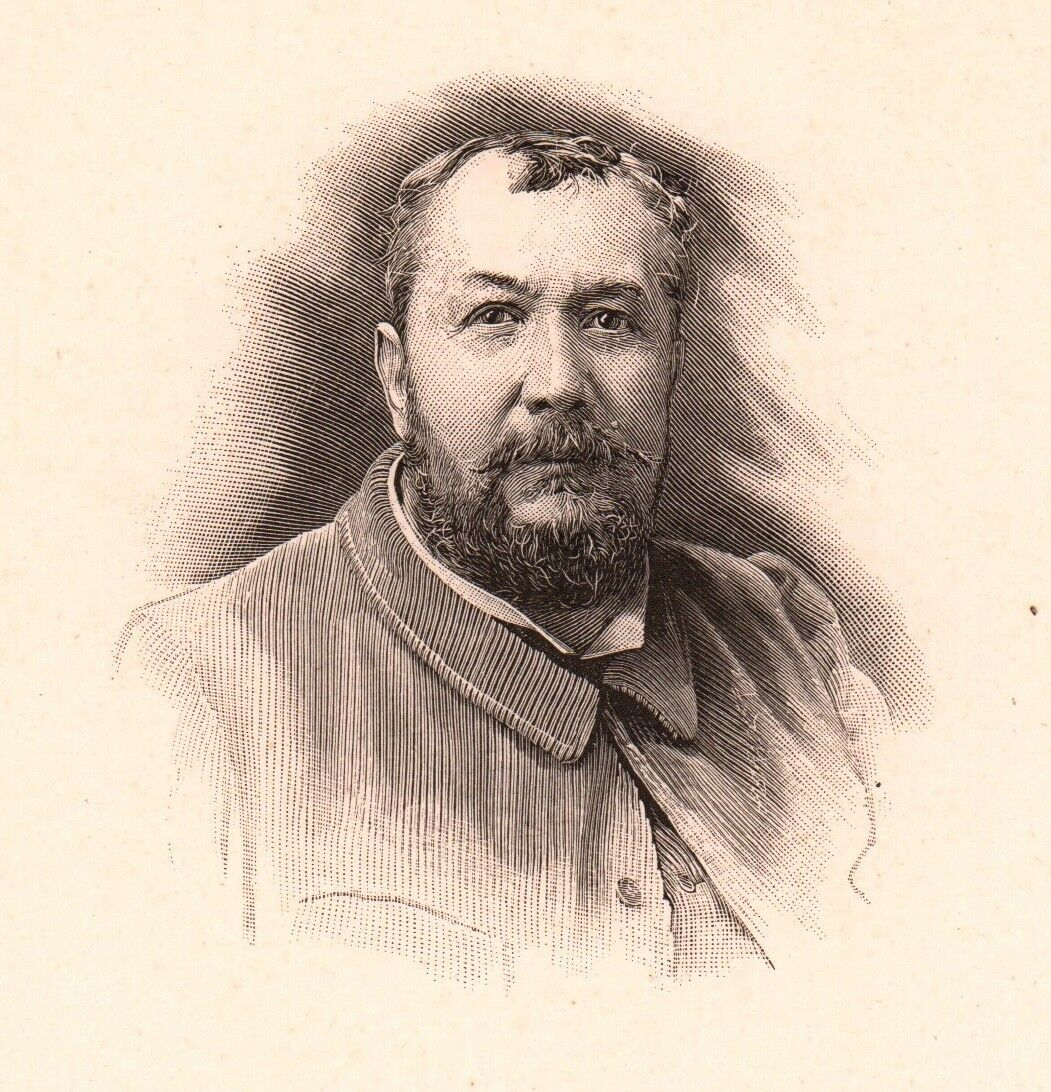
Paul Bertnay (1846-1928).
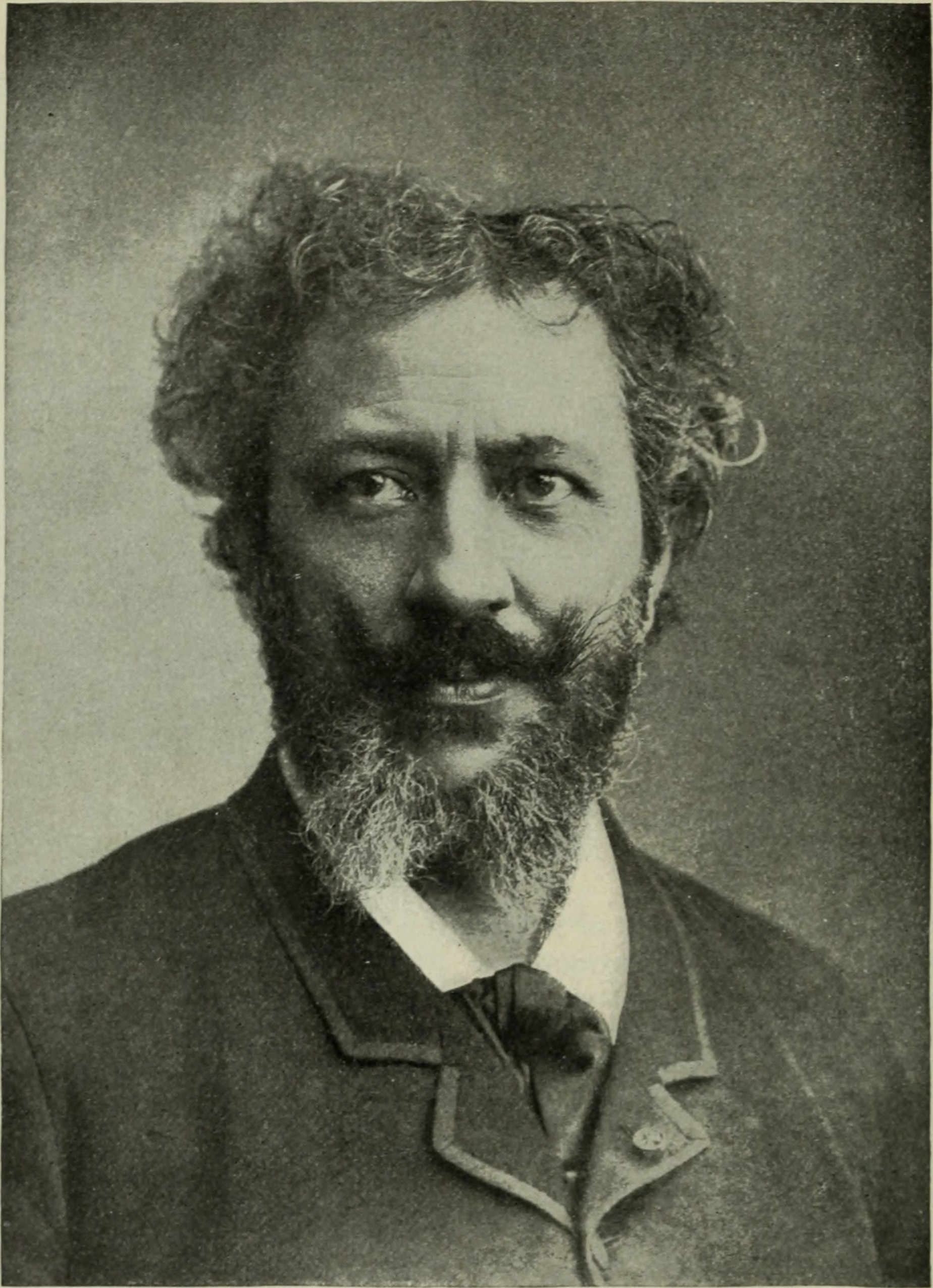
Carolus-Duran (1837-1917).
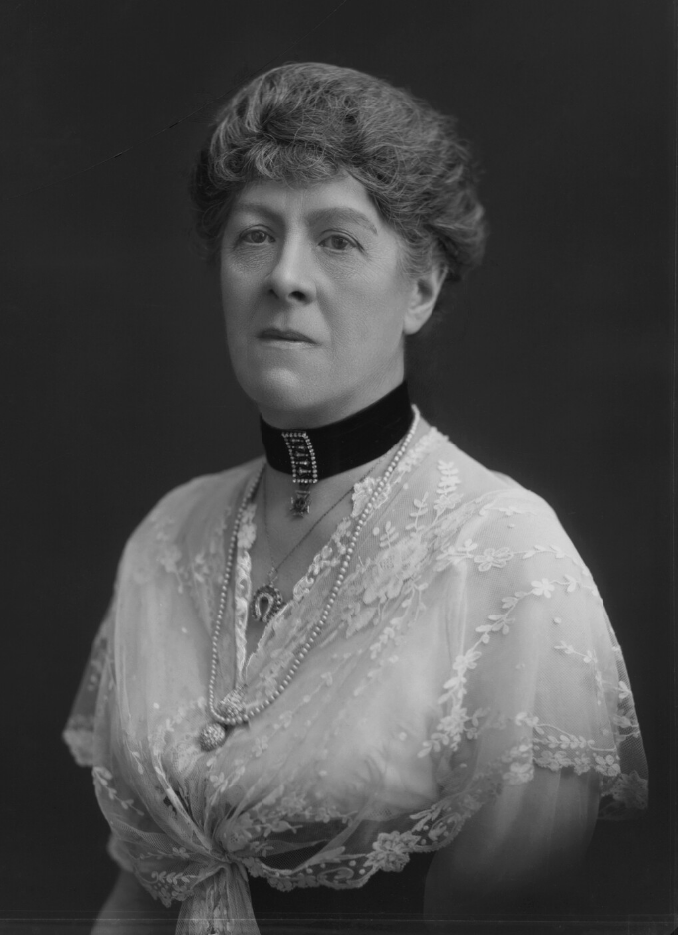
Mary Rothes Margaret Cecil (1857-1919).
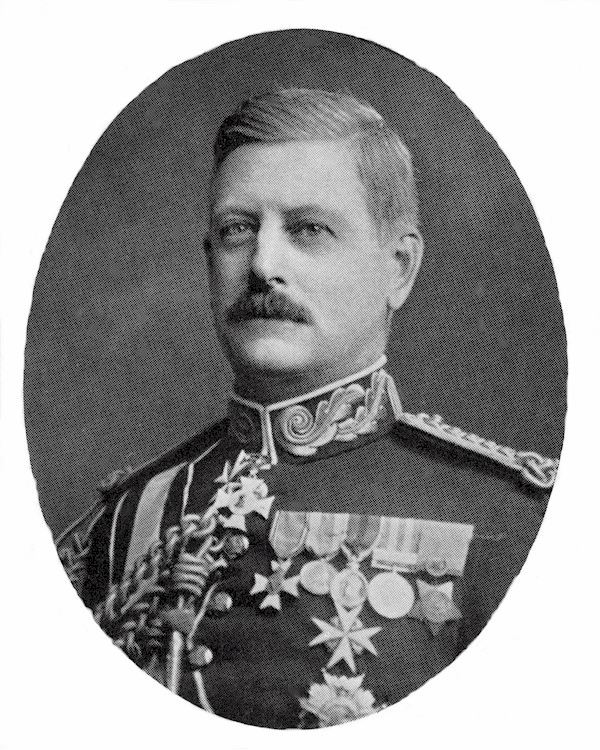
William Cecil (1854-1943).
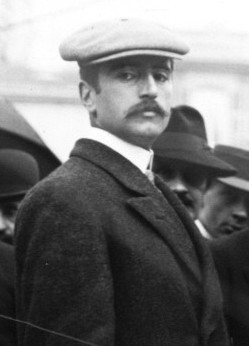
Émile Flach (1853-1926).
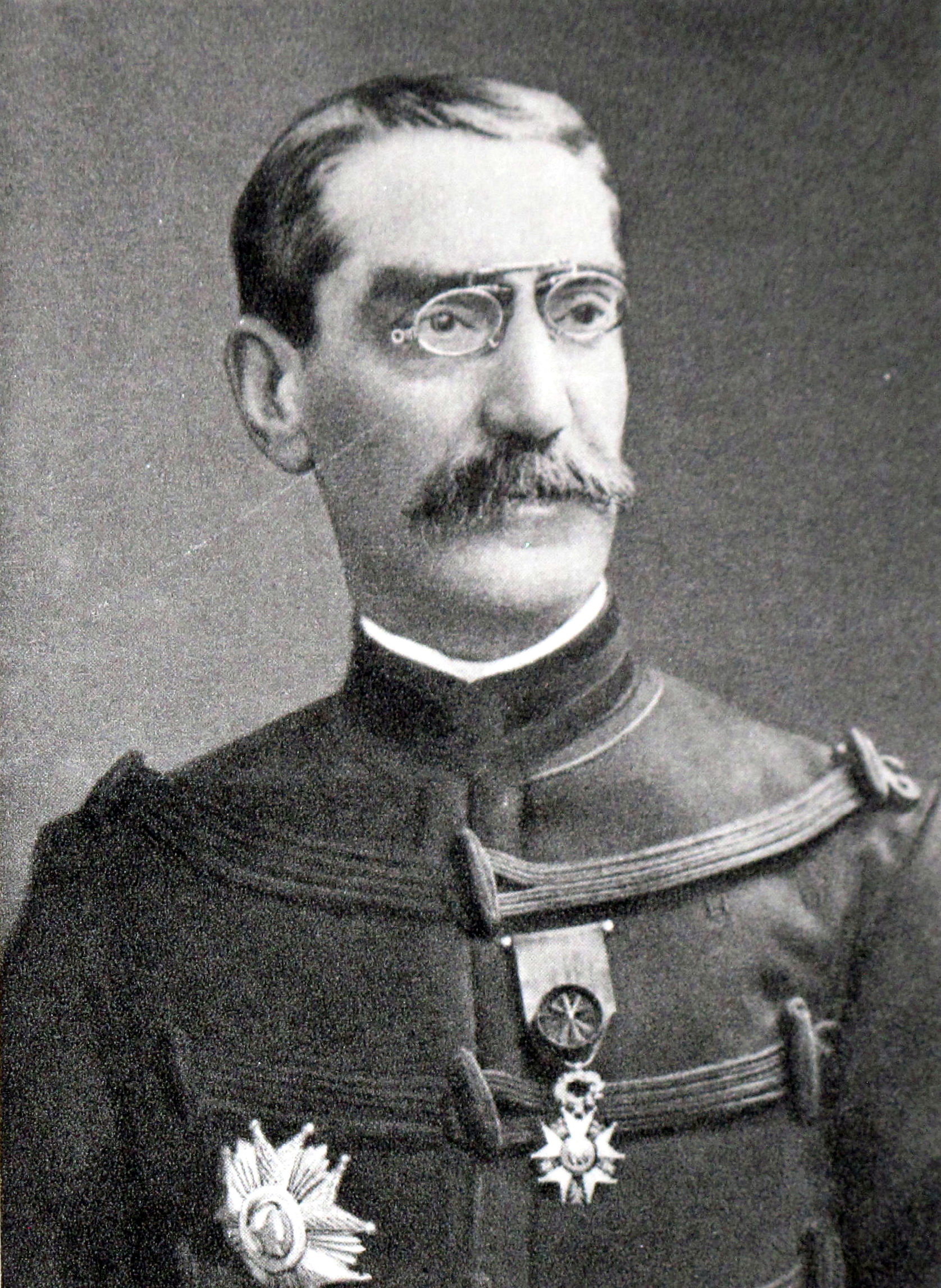
Joseph Gallieni (1849-1916).
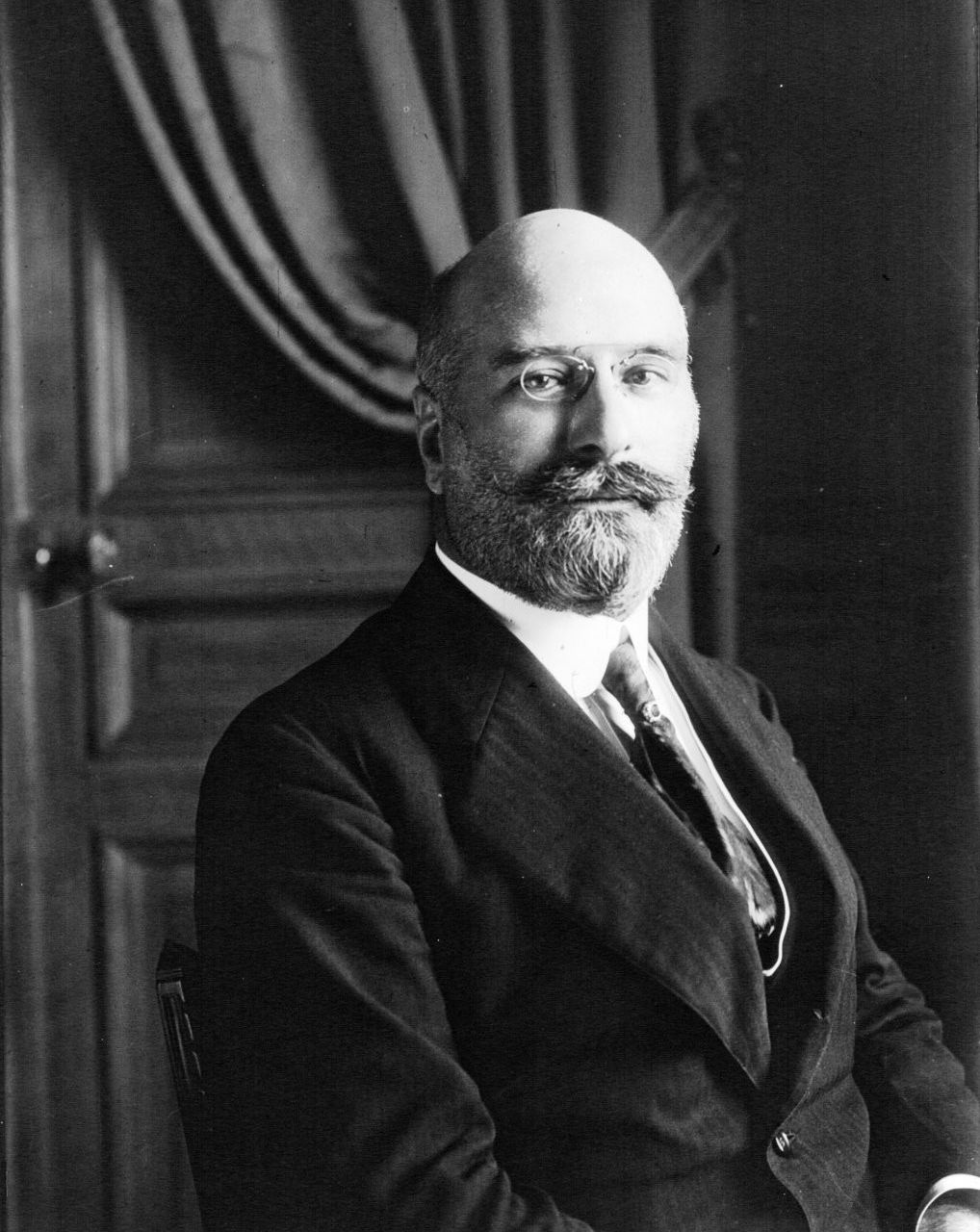
Louis Hudelo (1868-1945).
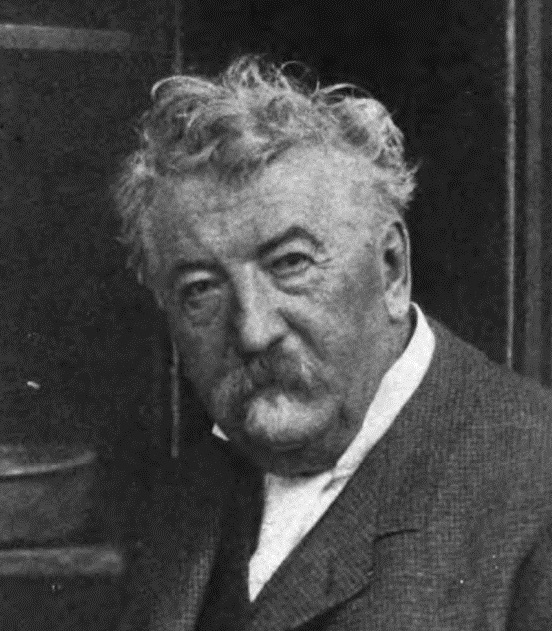
Antoine Lumière (1840-1911).
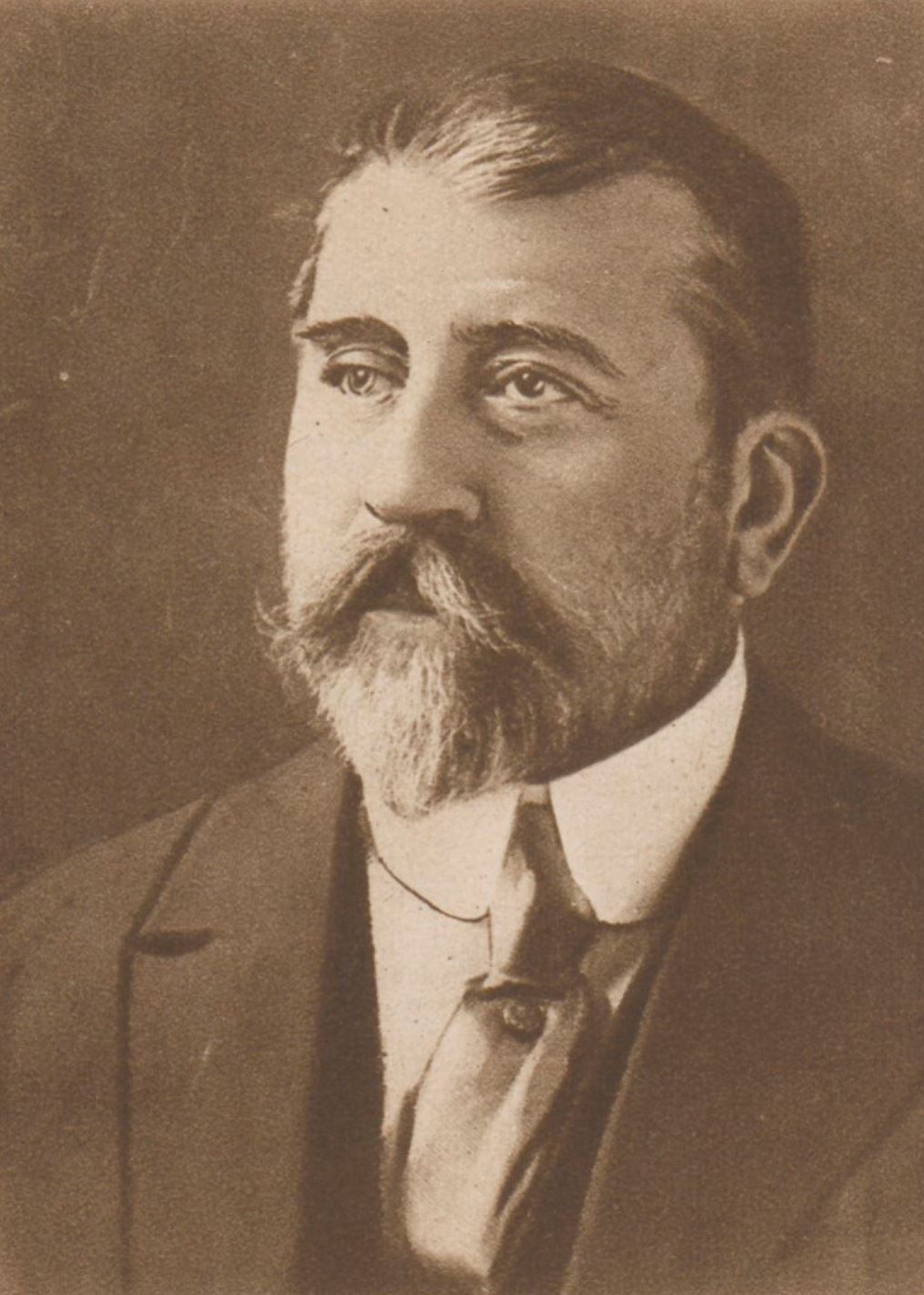
Charles Lutaud (1855-1921).
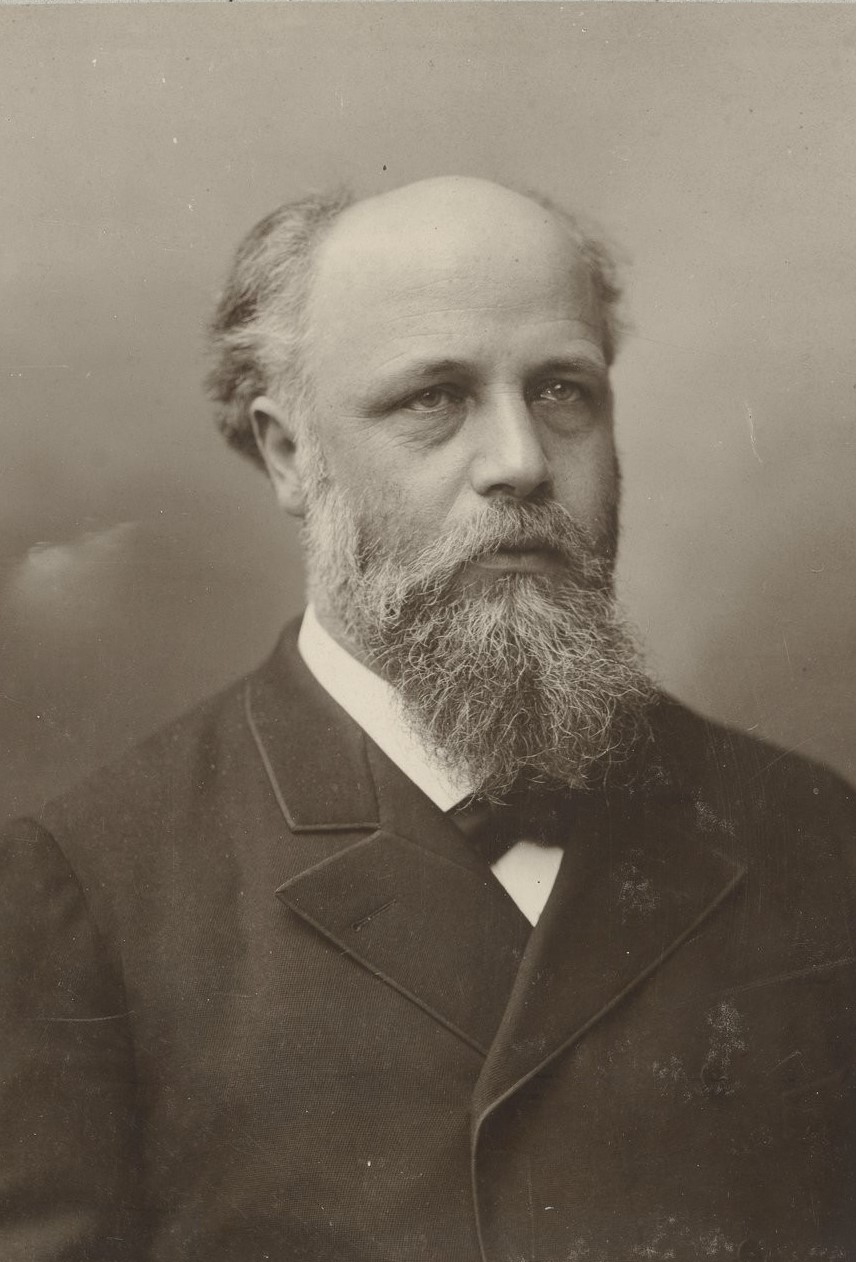
Angelo Mariani (1838-1914).
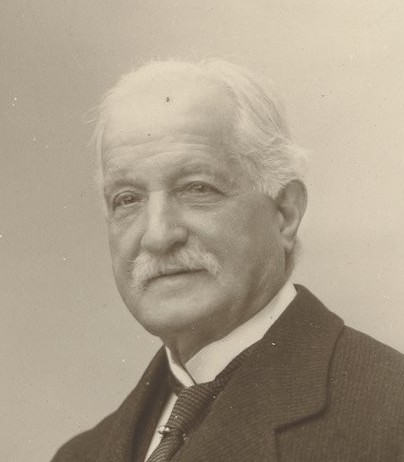
Xavier Paoli (1833-1923).
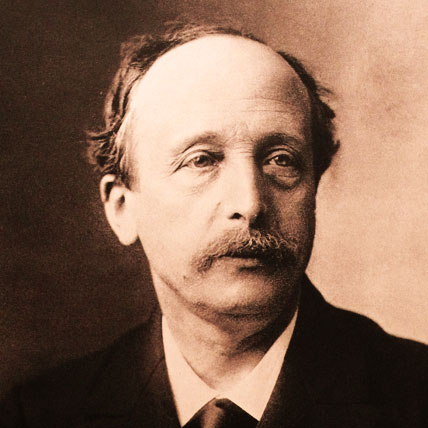
Oscar Roty (1846-1911).
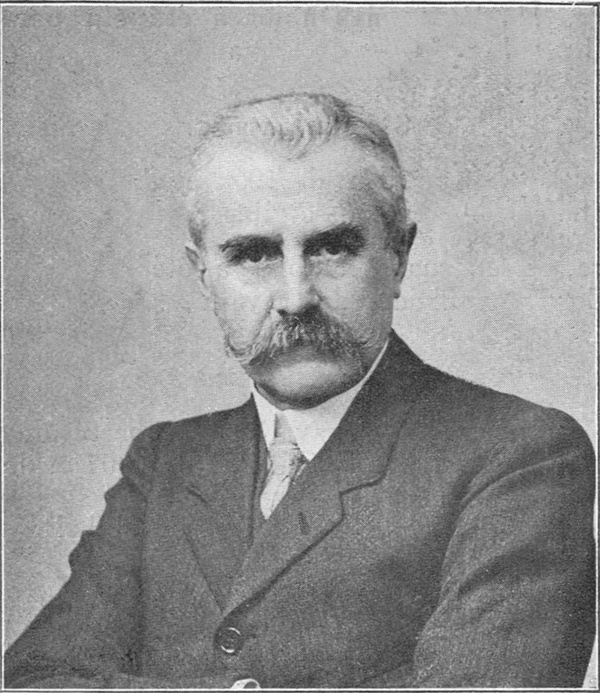
Julien Simyan (1850-1926).

### Débarquement de Provence

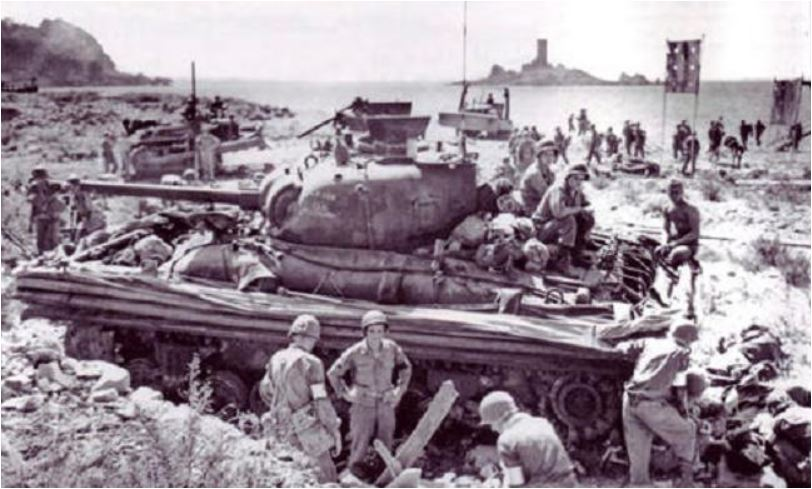
Sherman DD du de chars appuyant la Texas Division lors du débarquement à Green Beach le 15 août 1944.

Durant la Seconde Guerre mondiale, la tour est pillée et le blason du roi Auguste qui orne le grand rocher face au littoral sert de cible à une batterie de l'occupant. De ce fait il n'en subsiste que quelques traces. Le 15 août 1944, a lieu le débarquement de Provence — Operation Dragoon — qui crée un second front en France. Les plages de débarquement situées sur le flanc droit de la zone d'assaut portent le nom de code Camel Beach. Elles s'étendent sur environ quinze kilomètres depuis Agay jusqu'à la rive orientale du fleuve Argens. Elles sont attribuées à la 36e division d'infanterie — dite Texas Division —, sous le commandement du major général John E. Dahlquist. Trois plages sont retenues et parmi celles-ci se trouve au centre celle du Dramont — Camel Green Beach —, face à l'île d'Or. En première instance cette plage de galets, est considérée comme assez grande pour les opérations initiales, mais trop petite pour des forces de suivi. Au cours de la préparation et de l'engagement « un seul obus [de marine] est rentré dans la tour par une fenêtre et par miracle il n'a pas explosé. » Les 2e et 3e bataillons du 141e régiment d'infanterie mènent ensemble l'assaut. Ils ne rencontrent que l'opposition d'armes légères. Puis le 143e régiment d'infanterie débarque comme prévu. Finalement, il est suivi, sur ordre du commandant de la force opérationnelle navale 87, le contre-amiral Spencer S. Lewis, par le 142e régiment qui renonce à débarquer à Fréjus — Camel Red Beach — en raison de l'opposition ennemie. Ce sont donc vingt mille soldats qui débarquent devant l'île en moins de dix heures,.
Des commémorations ont par la suite lieu au Dramont. Lors du premier anniversaire, le 15 août 1945, un monument aux morts surmonté d'une immense croix de Lorraine est inauguré en présence du général de Lattre de Tassigny et du ministre de la guerre André Diethelm. Pour clore l'évènement un feu d'artifice est tiré et une fusée en retombant met accidentellement le feu à la tour de l'île d'Or ce qui en détruit l'intérieur hormis l'escalier maçonné. Les propriétaires reçoivent, en août 1960, au titre des dommages de guerre 7 343,92 NF — soit 12 117,67 euros en 2019 —. La plage du Dramont devient la plage du Débarquement et vingt ans plus tard, le 15 août 1964, le général de Gaulle y inaugure, en place de la croix de Lorraine, un monument en estérellite,.

### Changement de propriétaire

Pavillon de la compagnie de navigation Denis frères hissé lorsque la tour est occupée.

En 1962, Léon, le second et dernier fils d'Auguste Lutaud, vend à François Bureau (1917-1994), la presque totalité de l'île en excluant la partie qui abrite la tombe de son père. Son fils Olivier lui cède en 1965 cette parcelle. Après la Seconde Guerre mondiale cet ancien officier de la Marine française, membre des Forces navales françaises libres, intègre en 1947 la compagnie de navigation Denis frères (CNDF) puis il la dirige avant d'en être le président jusqu'en 1987. Il passe alors ses vacances aux Issambres, quartier de Roquebrune-sur-Argens, et probablement lors de navigations il est séduit par le lieu. Dès son acquisition, en un an, il restaure la tour dont il ne reste alors plus que les murs extérieurs et l'escalier. Il consolide les façades et les créneaux, restaure les étages en respectant les ouvertures d'origine et crée de nouvelles citernes. Enfin il crée un jardin méditerranéen en faisant apporter de la terre. Pour mémoire, Jacques Robinet crée un vitrail qui témoigne de son travail,. Plus tard, pour disposer d'électricité, il installe un groupe électrogène. Ceci lui permet, de façon spartiate, d'y passer en famille toutes ses vacances. Le matin du 16 août 1994, lendemain de sa participation à la 50e commémoration du débarquement de Provence, il meurt à 76 ans lors de l'un de ses traditionnels tours de l'île à la nage. Une plaque en granit rose est apposée par ses enfants sur un rocher face au large pour rappeler son attachement à l'île.
La propriété appartient toujours à sa famille qui entreprend de 1998 à 2018 une campagne de restauration, sous l'égide de l'architecte Olivier Detroyat. Les travaux permettent d'étancher les façades et de rénover les créneaux. L'eau de pluie est récupérée sur le toit. Cette eau contenue dans deux citernes n'est pas potable. L'une des citernes est destinée à alimenter les étages par gravité, l'autre, au pied de la tour, sert de stockage. Le gaz alimente quelques appareils ménagers. Enfin l'électricité est fournie depuis 2012 par des panneaux solaires placés en toiture et masqués par les créneaux. La tradition de grandes fêtes à l'occasion d'anniversaires du royaume est maintenue. Ainsi pour le centenaire de la fête mémorable de 1913 un concours d'arts graphiques est organisé et le 27 juillet 2013, une randonnée en kayak précède une course à la nage autour de l'île, sans omettre une régate, suivie d'une anchoïade offerte aux riverains. Dans l'après-midi ont lieu des joutes nautiques. En soirée, la remise des prix des concours annonce un apéritif auquel succède une paella. L'ensemble est clos par l'embrasement de la tour et un feu d'artifice. En saison estivale, les alentours de cette île privée constituent un site apprécié pour la pratique de la plongée sous-marine, du kayak de mer avec lequel on en fait facilement le tour ou pour un mouillage bref lors la navigation de plaisance. Le pavillon de la compagnie de navigation Denis frères, aujourd'hui disparue, flotte lorsque la tour est occupée — comme à son époque l'emblème du roi Auguste Ier —.
Les occupants invitent à plusieurs reprises l'amiral Philippe de Gaulle (1921-2024) qui possède une villa à Agay. L'amiral John Templeton-Cotill (1920-2011), qui habite le moulin de Ribas à Roussillon (Vaucluse), est aussi convié. Cet officier de la Royal Navy est connu de François Bureau avec qui il navigue comme officier de liaison de 1940 à 1944 sur l'aviso Chevreuil des Forces navales françaises libres,. Loin de toute attache militaire, Yvon Gattaz (1925-2024), propriétaire d'une résidence secondaire à Boulouris, y est également accueilli.

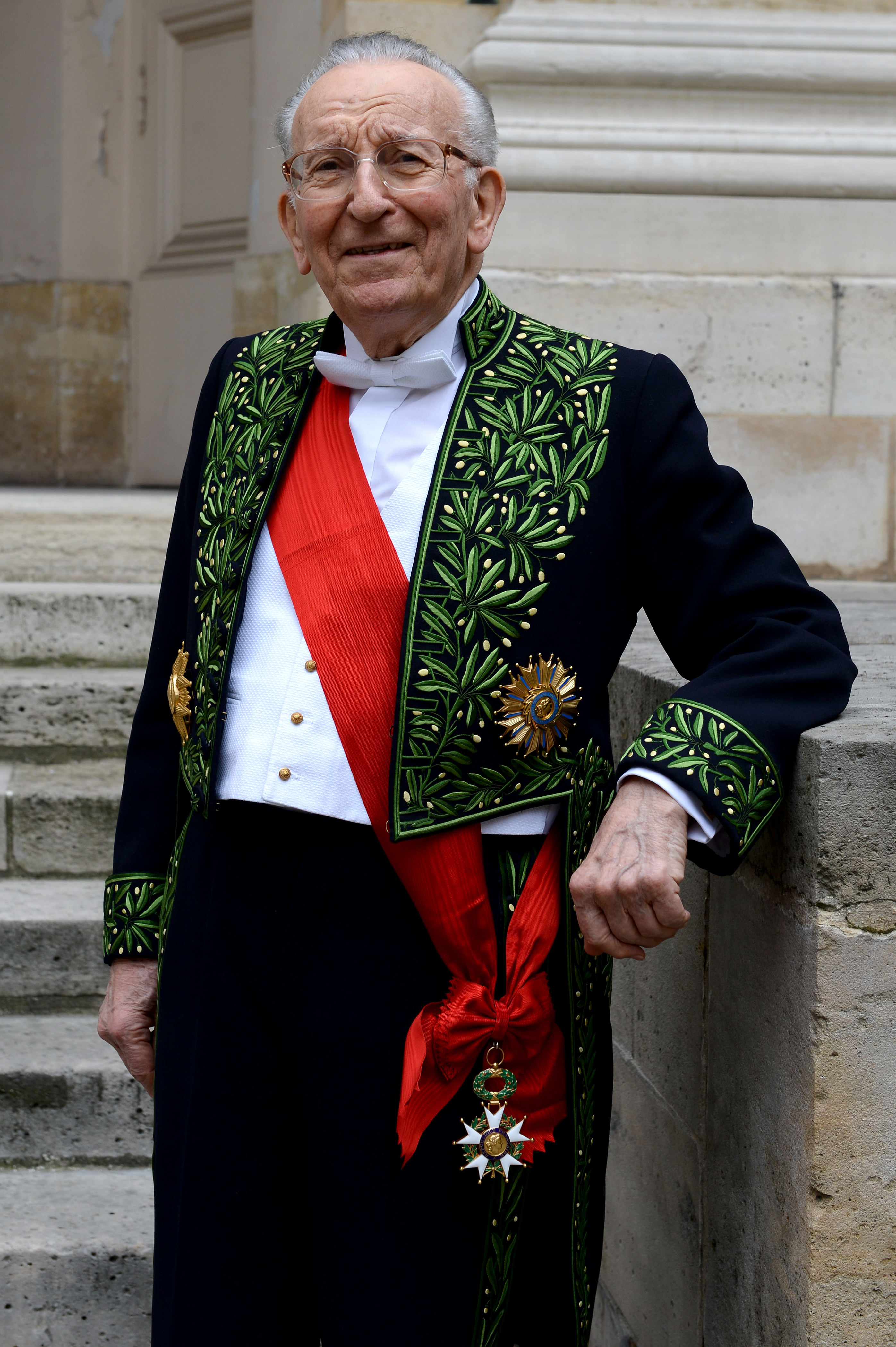
Yvon Gattaz (1925-2024).
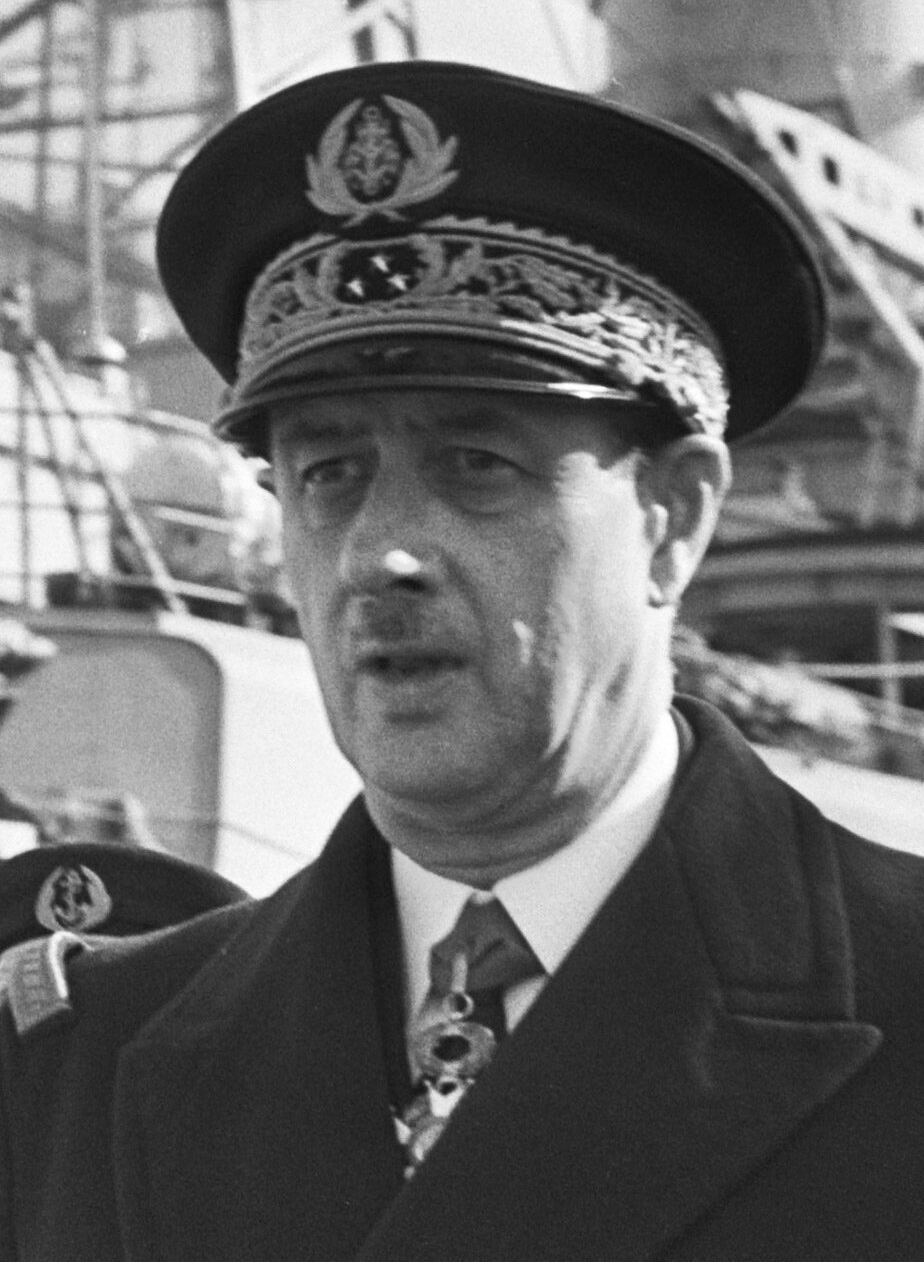
Philippe de Gaulle (1921-2024).

## L'île d'Or dans les arts et la culture

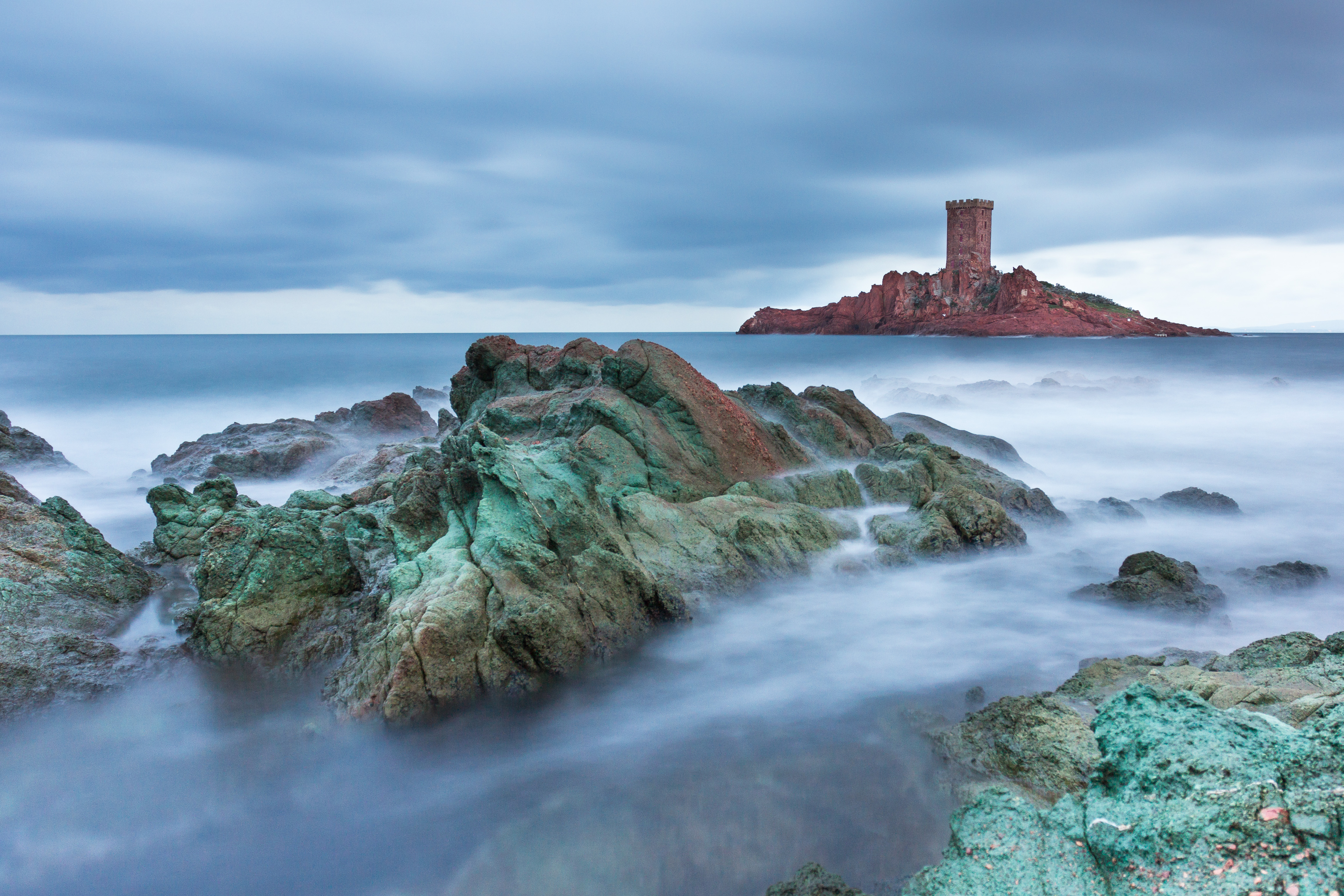
Île d'Or photographiée avec un temps de pose long en 2014.

L'île d'Or du Dramont est un site inscrit le 17 mars 1941. Puis le massif de l'Esterel oriental ainsi que les 500 m du domaine public maritime (DPM) en regard le deviennent à la suite du décret du 3 janvier 1996. En conséquence l'île d'Or garde son statut,. Cependant la tour n'est ni inscrite ni classée au titre des monuments historiques. La roche faite de rhyolite rouge, qui est également le matériau de construction de la tour, avec très peu de végétation, lui donne originalité et caractère. Le décor est tel que « l'île d'Or et sa tour sont l'un des sites les plus photographiés du littoral, et aussi une référence touristique et publicitaire pour Saint-Raphaël. »

### Littérature
Lors d'une croisière de huit jours en avril 1888 à bord de son cotre Bel-Ami, Guy de Maupassant dans son récit Sur l'eau décrit l'éclat des lieux : « La rade d'Agay forme un joli bassin bien abrité, fermé, d'un côté, par les rochers rouges et droits, que domine le sémaphore, au sommet de la montagne, et que continue, vers la pleine mer, l'île d'Or, nommée ainsi à cause de sa couleur ». Puis deux jours plus tard, il s'y arrête pour une partie de pêche : « Une demi-heure plus tard, nous embarquions tous les trois dans le youyou et nous abandonnions le Bel-Ami pour aller tendre notre filet au pied du Drammont, près de l'île d'Or. »
En 1909 Gustave Dhyeux (1879-1965), homme de plume bourguignon, consacre à l'île d'Or un poème dans son recueil de poésies Album de Saint-Raphaël-en-Provence.
|  | Île d'Or ! Île de chimères ! Île de songes très lointains… Île rose ! Île de lumière, Que l'eau de lazulite enceint. Telle qu'une touffe de roses Dans l'ardente mer bleue éclose Elle apparaît, radieux îlot Où vient se câliner le flot. |  | On voit, à l'aube, sur cette île Un léger scintillement d'or, Alors que Phébus ne profile Que des bigarrures, encor. Mais surtout elle est l'Île Rose, Lorsque du soleil s'y repose. Île de rêve, où pour mourir, Il serait doux de s'assoupir… |

### Peinture

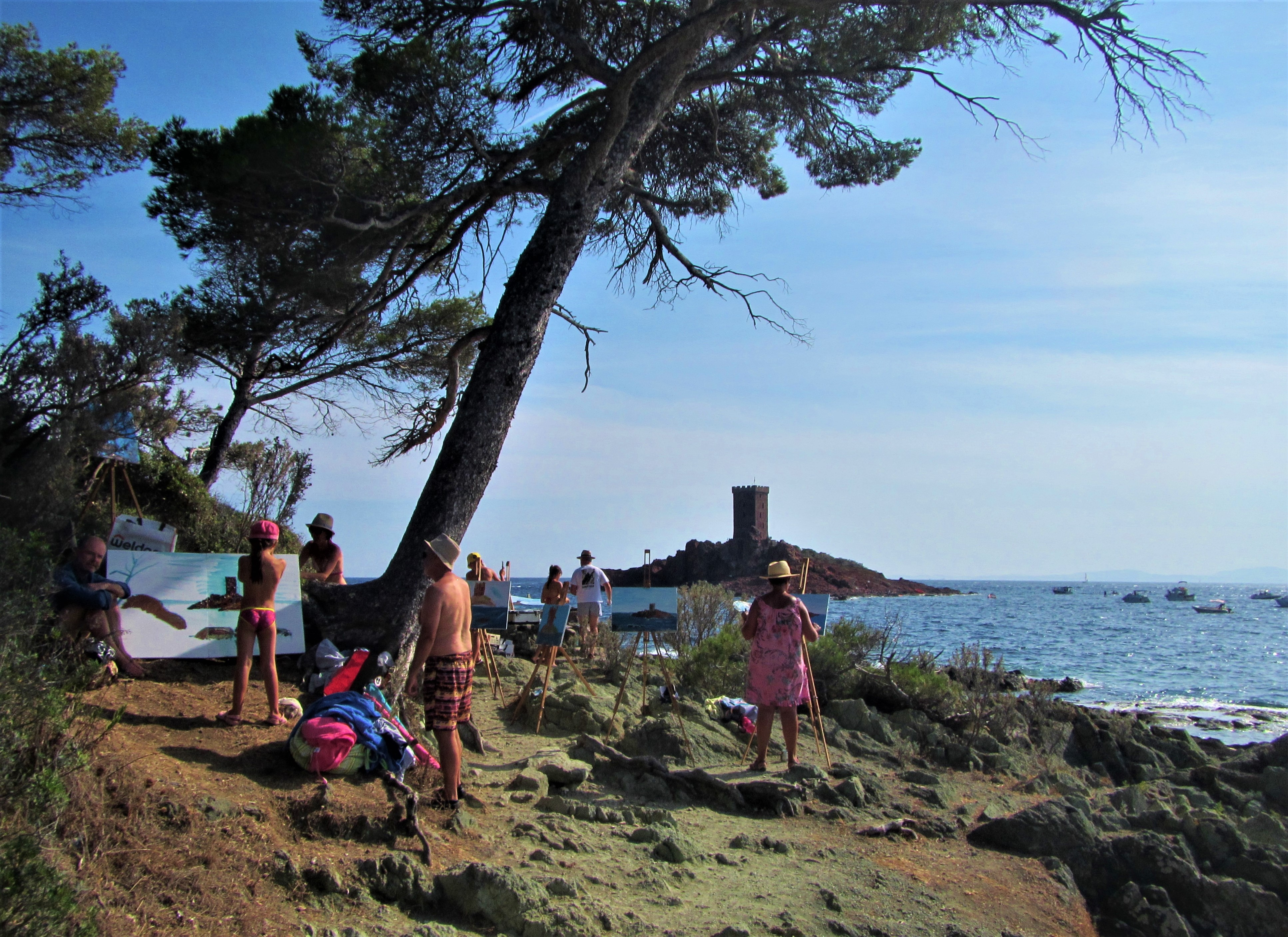
Peintres figurant l'île d'Or en 2016.

En 1910, Charles Pardinel peint l'aquarelle Le Dramont et l'île d'Or vus de Boulouris qui sert d'entête à l'article « Le Dramont » paru en 1932 dans l'Illustration. En 1936, Alphonse Donnadieu, archéologue et conservateur du musée de Fréjus, demande à Paul Bret d'illustrer son ouvrage Paysages de Provence. Celui-ci exécute cent-dix-huit dessins et représente Le Dramont par une création légendée L'Île d'Or. Toujours en 1936, le peintre officiel de la Marine Léon Haffner illustre son ouvrage À l’assaut des océans avec notamment une galère du XVIIe siècle. Celle-ci vogue toutes voiles dehors devant l'île d'Or et sa tour du XXe siècle représentée de manière anachronique. L'illustration s'intitule Les Voiles en oreilles de lièvre ce qui est un terme marin. 
En 1972, Pierre Boudet réalise une peinture à l'huile sur panneau (27 × 35 cm) intitulée L'île d'Or près de Saint-Raphaël. Il n'y emploie pas la technique pointilliste pour laquelle il est connu, mais ayant posé son chevalet près du port-abri du Poussaï, il en restitue le paysage avec de nombreuses couleurs. 
Lors d'un séjour sur l'île, Marcel Bouissou, professeur aux Beaux-Arts de Paris, dessine de façon imaginaire la tour, qui devient un donjon rond, flanqué d'une tour ronde avec quelques meurtrières. Devant la fortification un chevalier vêtu d'une armure monte la garde à pied, armé d'une très longue lance. Ce dessin est intitulé : L'île d'Or en rêve. 
Le 15 août 2004, Ronan Olier est invité par l'amiral Jean-Louis Battet avec huit autres peintres officiels de la Marine à représenter la soixantième commémoration du débarquement de Provence. À cette occasion, il saisit l'ensemble du lieu face à la plage du Débarquement et fait figurer l'île sur sa toile. Il donne à son œuvre le titre de La petite île qui inspira Hergé pour L'Île Noire .
Le 27 juillet 2013 sont remis les prix d'un concours de peinture organisé à l'occasion du centenaire du second anniversaire de la création du royaume.

### Cinéma et télévision
Avant 1924, Georges Régnal écrit dans sa Simple Revue : « Si quelque jour vous voyez présenter un drame moyenâgeux ayant pour titre Le Seigneur de l'île d'Or vous n'ignorerez plus qu'il eut pour décor la tour du Dr Lutaud ». En 1965, dans une scène du film Le Corniaud, qui se déroule prétendument en Italie, l'autostoppeuse Ursula (Beba Loncar) alors qu'elle prend un bain nocturne nue sur la plage du Débarquement est rejointe par Mickey dit Le Bègue (Venantino Venantini). L'île d'Or occupe l'arrière-plan de la scène, qui a lieu à 1 h 7 min 15 s,. Entre 1994 et 1995 de nombreux passages des cent-quatre épisodes de la série télévisée Extrême Limite sont tournés devant l'île. En 2016, dans le film Planetarium Laura Barlow (Natalie Portman) s'allonge sur la plage du Débarquement nue pour prendre un bain de soleil avec l'île en arrière-plan.

### Iconographie touristique
En 1930, Michelin utilise pour l’une des 160 illustrations de son guide Côte d'Azur, Haute-Provence un dessin de l’île,. Pour l'année 1933, les Postes et Télégraphes font éditer un almanach sous forme d'une feuille cartonnée en vert dont l'image centrale, signée JL Beuzon, représente l'île. Déjà avant 1939 la Compagnie des chemins de fer de Paris à Lyon et à la Méditerranée (PLM) appose dans ses voitures une affiche promotionnelle où figure l'île d'Or. En 2016, l'illustrateur Richard Zielenkiewicz — qui signe Monsieur Z — figure le lieu sur une affiche. Pour son édition de 2016/2017, Hachette dans sa collection « Le Routard », utilise une photographie de l'île sur la première de couverture de son guide Estérel, Côte d'Azur.

### Bande dessinée

#### L'Île Noire

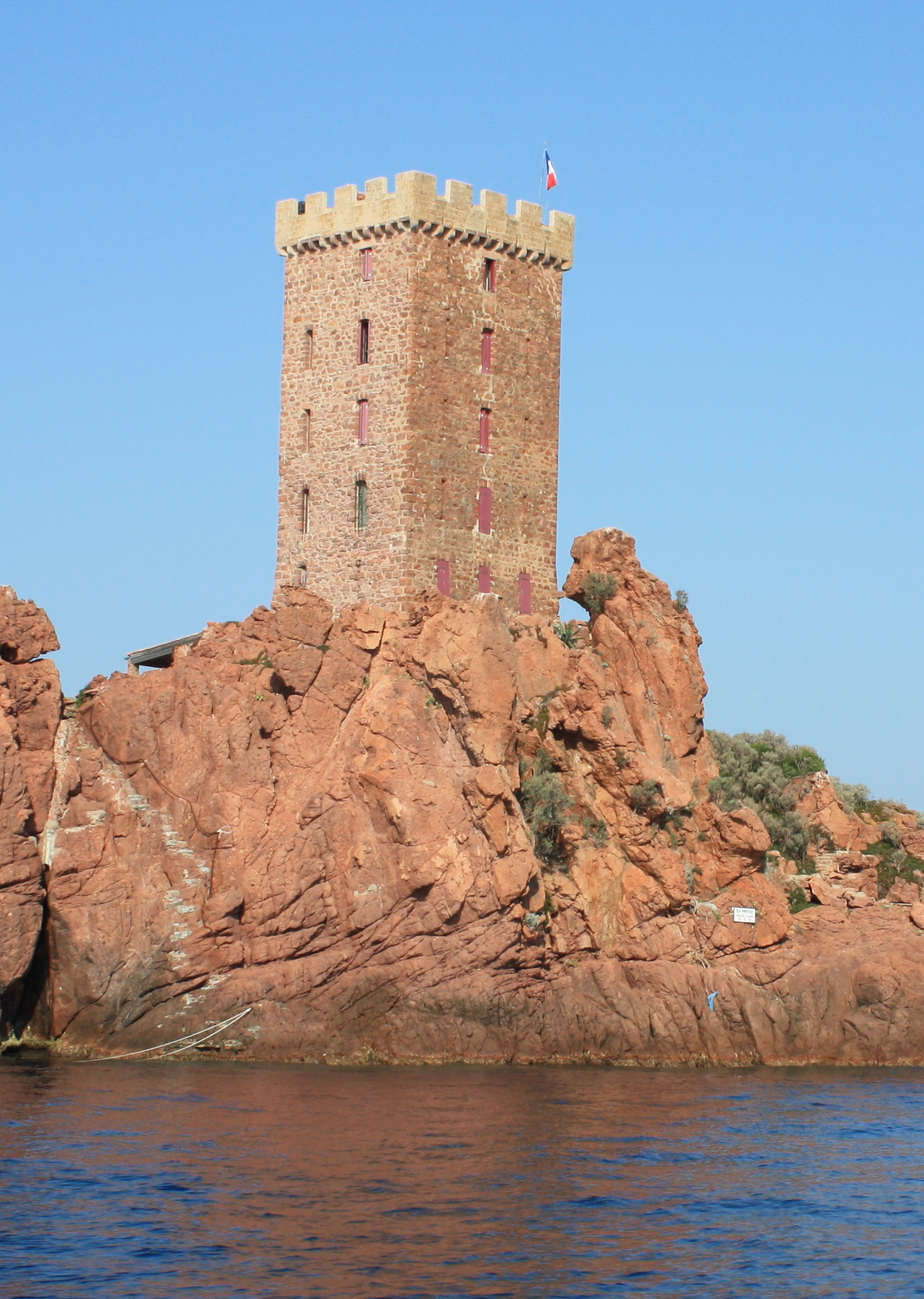
Depuis l'est, la roche forme une silhouette qui évoque celle de Ranko.

Entre le 15 avril 1937 et le 16 juin 1938, Les Nouvelles Aventures de Tintin et Milou paraissent dans Le Petit Vingtième. La même année, après leur compilation, Casterman publie dans sa série Les Aventures de Tintin un septième album titré L'Île Noire. Or, il est suggéré que l'île d'Or inspire Hergé dans la composition des décors du château de Ben More qui occupe son Île Noire. Cette hypothèse parait confortée en approchant l'est de l'île d'Or. En effet, à côté de la tour il existe un rocher ressemblant à un gorille de profil, qui évoque Ranko, le primate dessiné par Hergé. En réalité l'étude rétrospective de l’album indique que le gorille est plutôt à attribuer à la double influence du film King-Kong et au monstre du loch Ness bien écossais. Cette question du rôle de l'île d'Or dans l'inspiration d'Hergé se retrouve sur le site officiel tintin.com : « Plusieurs hypothèses se disputent l'origine de l'île qui abrite le château de Ben More. Si d'aucuns y voient les escarpements de côtes rocheuses bretonnes qui auraient inspiré le paysage de l'île, d'autres n'hésitent pas à la situer en Méditérranée [sic], sur la Côte d'Azur du côté de Saint-Raphaël (il s'agirait de l'île d'Or). »
Selon le mensuel Ça m'intéresse, comme selon Hervé Hamon, Hergé vient dans le Midi de la France au cours des années 1930, et longe la côte depuis Cannes par la corniche de l’Esterel,. Cependant la majorité des tintinologues réfutent l'idée d'un tel voyage. Certes quatre venues en France sont attestées avant 1938. Ainsi Pierre Assouline relate, après une brève étape à Paris, durant les mois de juillet et août 1923 un périple scout mais dans les Pyrénées. Quant à Philippe Goddin dans son étude des activités d'Hergé année par année ou Benoît Peeters dans sa biographie, ils ne mentionnent avant-guerre que deux courts séjours, en avril et mai 1931, limités à Paris. Ils notent aussi durant l'été 1933 quelques jours de vacances mais dans les Pyrénées,.
Charles Dierick, membre des Studios Hergé, se penche sur l’énigme car, comme il le rappelle, « les hypothèses les plus invraisemblables sont exposées, sans fondement aucun, mais avec un aplomb imperturbable, sur quantité de sites web et de blogs. » Dans son étude sur ce sujet — qui ne porte que sur la « seule […] première version de L'Île Noire, publiée dans les pages du Petit Vingtième […] ou son édition en album par Casterman, fin 1938 » —, il souligne l'absence de gravure ou de photographie évoquant le château de Ben More sur son île parmi les 20 000 feuillets laissés par l'auteur. Sachant que cette aventure est censée se dérouler sur une île écossaise défendue par un imposant château surmonté d'un donjon alors rond,, il analyse sept îles présentant une tour ou une fortification. Bien qu'elles soient considérées comme possibles par les uns ou les autres, il doit conclure qu’aucune n’est compatible. Ainsi « l'île d’Or de la Côte d’Azur et l'île Noire bretonne se trouvent à une brassée de la rive, et, à marée basse, l'île Noire peut même être atteinte à pied sec. De plus, aucune des deux n’est couronnée d’un château, voire d’une tour ronde. Difficile de faire passer une tour, même « sarrasine », ou un simple phare pour un château fort médiéval, un ouvrage de défense militaire... » Adoptant alors une démarche inverse, il cherche parmi la documentation d'Hergé un château évoquant celui de L'Île Noire et qui en serait la source d'inspiration. Trois d'entre eux paraissent remplir cette fonction. Il s'agit du château de Warwick, d'après une gravure ancienne, du château d'Arundel toujours selon une gravure ancienne et d'après un cliché, et enfin du château de Beersel pour les décors intérieurs, mais aucun n'est insulaire,… ce qui lui fait écrire : « L'imagination y est libre. »
Patrice Guérin analyse la parenté entre l'île d'Or et L'île Noire. Pour la version de 1966 de l'album, il constate qu'il existe une « tour carrée devant la tour ronde » et conclut qu'« Hergé et son asistant ont procédé à une combinaison, comme le maître en avait l'habitude. » À son avis « la tour et ses échauguettes proviennent du château de Brodick, tandis que le parement et l'oriel sont ceux des vestiges de Lochranza. » Jean-Pierre Herreyres reste plus large et indique : « L'hypothèse de plusieurs éléments mêlés est également avancée », avant d'interroger « Hergé connaissait-il l'île d'Or ? »

#### Les Trésors de l'île d'Or
En novembre 2021, Anne Joncheray élabore le scénario, illustré par Dominique Serafini, d’une bande dessinée intitulée Les Trésors de l'île d'Or,. Deux jeunes plongent depuis un kayak devant l’île d’Or. Un poulpe caché dans une amphore leur fait découvrir une épave coulée il y a 2 000 ans. L’objet est de promouvoir et protéger le patrimoine marin en sensibilisant les jeunes. Cette œuvre bénéficie de fonds européens, du soutien de la région Provence-Alpes-Côte d'Azur et de l’Association pour la pêche et les activités maritimes (APAM). En effet elle est aussi distribuée aux scolaires, aux médiathèques, et aux acteurs en lien avec des activités maritimes,.

### Photographie
En 1937, lors d'un voyage en France, le géologue et ingénieur Leo Wehrli, de nationalité suisse, réalise des clichés, sous forme de diapositives, dont certains concernent l'île d'Or et sont conservés à la bibliothèque de l'École polytechnique fédérale de Zurich. Durant deux ans, sur son navire Le pêcheur d'images, Philip Plisson, peintre officiel de la Marine, effectue un reportage photographique à propos de toutes les côtes françaises. Ceci lui permet de publier La France depuis la mer avec dans le volume Des Pyrénées à Menton à la date du 1er juillet 2010 plusieurs clichés de l'île d'Or sous différents angles depuis le large. À l'automne 2010, à l'occasion des Voiles de Saint-Tropez, Gilles Martin-Raget, photographe officiel de nombreuses courses au large, prend un cliché de la goélette Atlantic toutes voiles dehors avec l'île d'Or en arrière-plan. Ce navire, lancé en 2008, est la réplique exacte de la fameuse goélette à trois mâts de Charlie Barr de 1903, qui établit en 1905 le record de la traversée de l'Atlantique nord à la voile en 12 jours puis le détient pendant 75 ans. En 2012, Michelin choisit, pour illustrer la couverture de son guide vert Côte d'Azur. Monaco, une photographie de l'île. Le 27 juillet 2013 sont remis les prix d'un concours de photographies organisé à l'occasion du centenaire du second anniversaire de la création du royaume.

### Musique
Le 7 juin 2016, Benjamin Fincher, compositeur d'une musique électronique alternative, sort chez Super Issue l'album Santa Lucia — du nom d'une crique de Saint-Raphaël où enfant il passe ses vacances. Celui-ci comprend neuf pistes. Leur durée, scrupuleusement chronométrée, coïncide avec le temps nécessaire pour joindre en train tour à tour les neuf gares qui jalonnent le trajet de Saint-Raphaël à Cannes. Chaque station est illustrée par un cliché en couleur. Le troisième morceau musical, qui correspond au temps s'écoulant entre les gares du Dramont et d'Agay, s'intitule L'île où dort M. Lutaud (Le Dramont) et dure 2 min 41 s,.

### Cartes postales

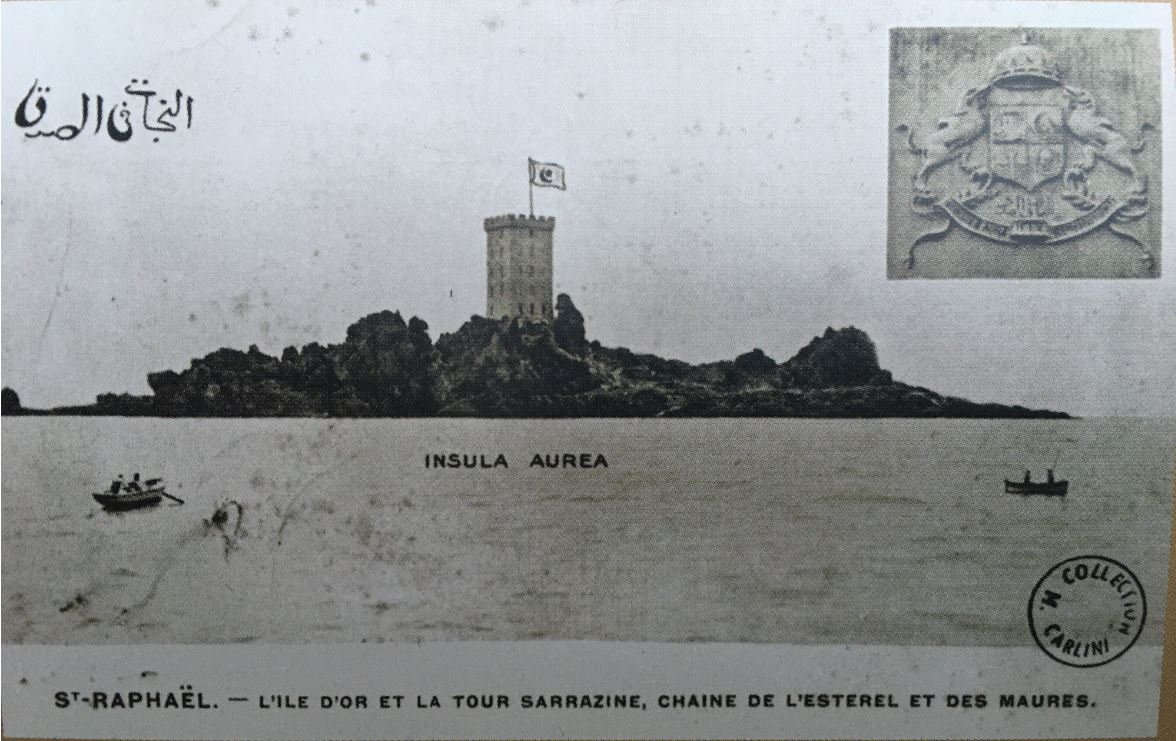
Carte postale émise par Auguste en 1910.

Les paysages de l'île et l'emblème qu'elle représente pour Saint-Raphaël en raison de sa tour, font l'objet de très nombreuses cartes postales. L'île figure déjà sur des cartes postales anciennes. Ainsi, vers 1900, avant la construction de la tour, elle est déjà le sujet d'une phototypie en noir et blanc éditée par Paul Helmlinger et Cie dans une série intitulée La Côte d’Azur sous le titre Le sémaphore d'Agay et l'île d’Or.
Dès 1910 , Auguste Lutaud fait éditer à partir d'un cliché une carte postale en noir et blanc visualisant l'île d'Or et sa tour vues depuis l'Est. Cette carte porte au recto en haut à gauche l'inscription arabe النَّجَات فِي الصَّدْق (elnajât_ fî elSadq_), à droite ses armoiries et au centre, sous l'image de l'île, se trouve en latin la mention Insula Aurea. La carte est intitulée St-Raphaël. L'île d'Or et la tour sarrazine, chaine de l'Estérel  [sic] et des Maures. À la même époque, au début des années 1910, Antoine Bandieri, photographe éditeur exerçant à Saint-Raphaël place Pierre-Coullet, invité au couronnement et à toutes ses commémorations édite deux cartes postales respectivement intitulées Saint-Raphaël (Var). L'île d'Or et la tour sarrazine et St-Raphaël. L'île d’Or, la tour sarrasine et le sémaphore du Dramont, vus du large. Ce n'est que le début d'un engouement. En témoignent les très nombreuses rééditions vers les années 1910 à 1930 d'une phototypie au format 9 × 14 cm de Lévys fils & Cie — ultérieurement Levy et Neurdein réunis — intitulée Agay. Corniche d'Or. Rocher du Dramont et l'île d'Or. Les exemplaires sont tantôt noir et blanc, tantôt colorisés et pour certains bilingues ce qui témoigne de l'intérêt de la colonie britannique. Une des premières cartes postales semi-modernes réalisées à partir d'un cliché aérien, probablement dans les années 1950-1955, par un procédé photographique appelé le bromure semble être Le Dramont. L'île d'Or et vue sur le sémaphore éditée par La Pie Service aérien (Les Applications photographiques d'industrie et d'édition). Ultérieurement viennent d'innombrables cartes postales modernes réalisées par impression offset à partir de photographies argentiques puis de clichés numériques.

### Philatélie
Auguste Ier émet dès 1910 des vignettes bleues et blanches aux formats portait — 19 × 24 mm — et paysage — 40 × 23 mm —,, ayant l'apparence de timbres postaux, commémorant l'avènement de son royaume. Cependant aucune valeur faciale n'est inscrite sur celles-ci et l'affranchissement est toujours assuré par un timbre des Postes, télégraphes et téléphones associé,,.

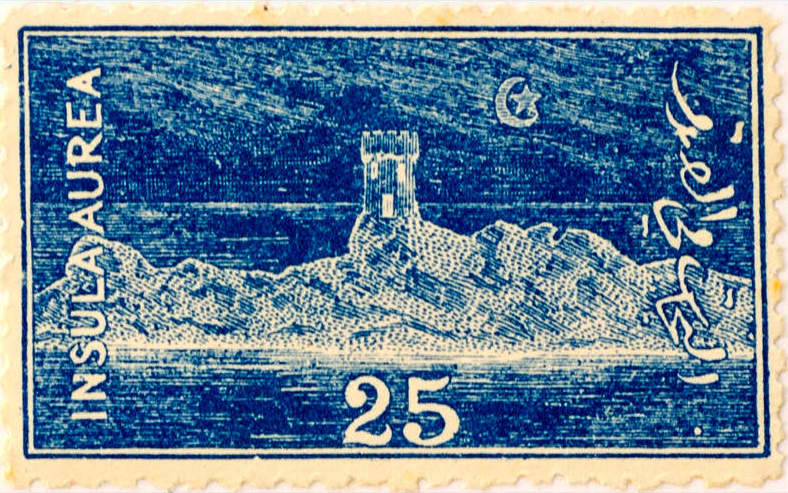
Vignette émise par Auguste en 1910,.

À l'occasion du cinquantième anniversaire du Débarquement, La Poste émet plusieurs timbres postaux et pour l'oblitération des flammes-annonces temporaires. La flamme d'oblitération de Saint-Raphaël est obtenue avec une machine de la Société d'étude et de construction d'appareils de précision (SECAP). Il s'agit d'un type 2, donc la flamme est à gauche du timbre à date. Le modèle 3 de celle-ci est affirmé par une illustration complétée de texte. Ainsi sont disposés d'une part le dessin des drapeaux des États-Unis et de la France assemblés avec l'île d'Or vue depuis la terre, et d'autre part le texte « 1944 1994 — 50e anniversaire du débarquement — Saint-Raphaël ». La couronne de la marque postale est à cercle unique. Elle comprend « 83 — St-Raphaël — Var ».
La Poste, dont la collection « Entre ciel et terre… » comprend quatre séries, émet le 1er juillet 2013 Les îles méditerranéennes l'un des huit collectors de la série Entre ciel et terre… Les îles françaises. Ce collector comprend six timbres autocollants pour une lettre verte de 20 g à destination de la France. L'un d'entre eux, qui porte en légende « L'île d'Or », est une reproduction par offset d'une photographie aérienne.
À l'occasion du centième anniversaire de la seconde fête du couronnement d'Auguste Ier — 25 septembre 1913 —, le Groupement philatélique Saint-Raphaël Fréjus fait émettre des timbres personnalisés. Il s'agit de feuilles de trente timbres personnalisées (avec un seul visuel), de livrets souvenirs de quatre timbres personnalisés dénommés par La Poste Mon souvenir à moi (quatre timbres avec quatre visuels différents), et de livrets souvenirs de huit timbres personnalisés également dénommés Mon souvenir à moi (huit timbres avec deux visuels différents). Les visuels sont autant de reproductions photographiques. L'intérieur des supports est personnalisé par l'agrandissement d'une vue figurant déjà sur un timbre. Tous les timbres mentionnent la date d'émission — 27 juillet 2013 — et, alors que les vues de l'île peuvent être différentes, le port-abri du Poussaï est toujours au premier plan. Il s'agit de timbres autocollants pour une lettre prioritaire de 20 g à destination de la France.

### Médailles
Les premières médailles, qui pour une même gravure sont soit en bronze soit en argent, sont remises lors de la fête de 1911 à Auguste Ier par Angelo Mariani. Il s’agit de médailles commémoratives relatives à l'avènement du royaume. À noter qu'au moins l'une d'entre elles, en bronze et de mêmes gravures, a des dimensions beaucoup plus grandes. Elle se trouve dans les archives de la famille Lutaud. Ainsi sur l'avers figure l'île d'Or, alors que sur le revers il est possible de lire l'année de création du royaume selon le calendrier hégirien. Puis en 2016 la ville de Saint-Raphaël commande un modèle de médailles touristiques à la Fonderie saint Luc,. Cette série est rééditée avec un fond un peu différent. Ainsi l'avers représente l'île d’Or, et le revers représente une vue de la ville.

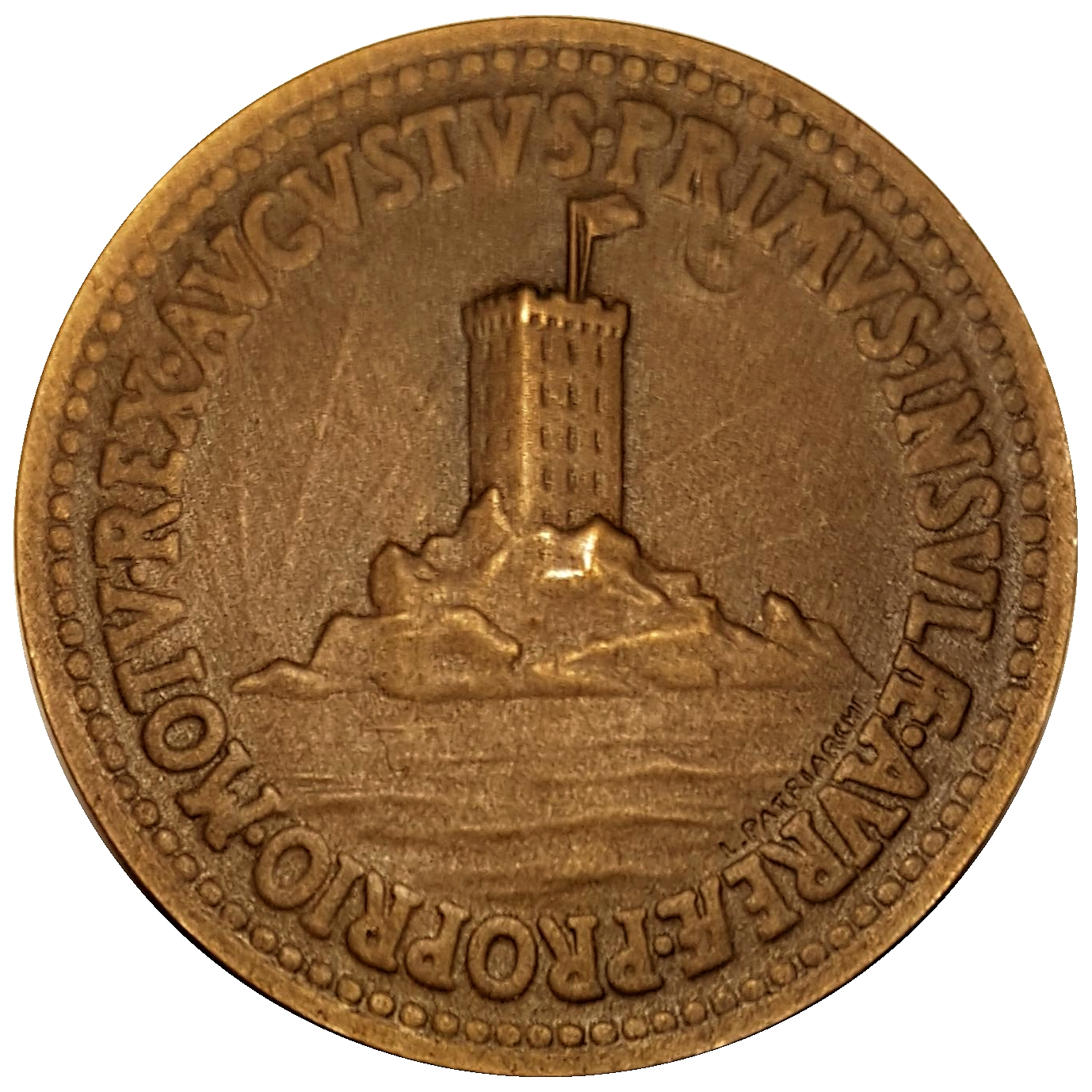
Avers de la médaille en bronze remise à Auguste Ier portant L. Patriarchi.
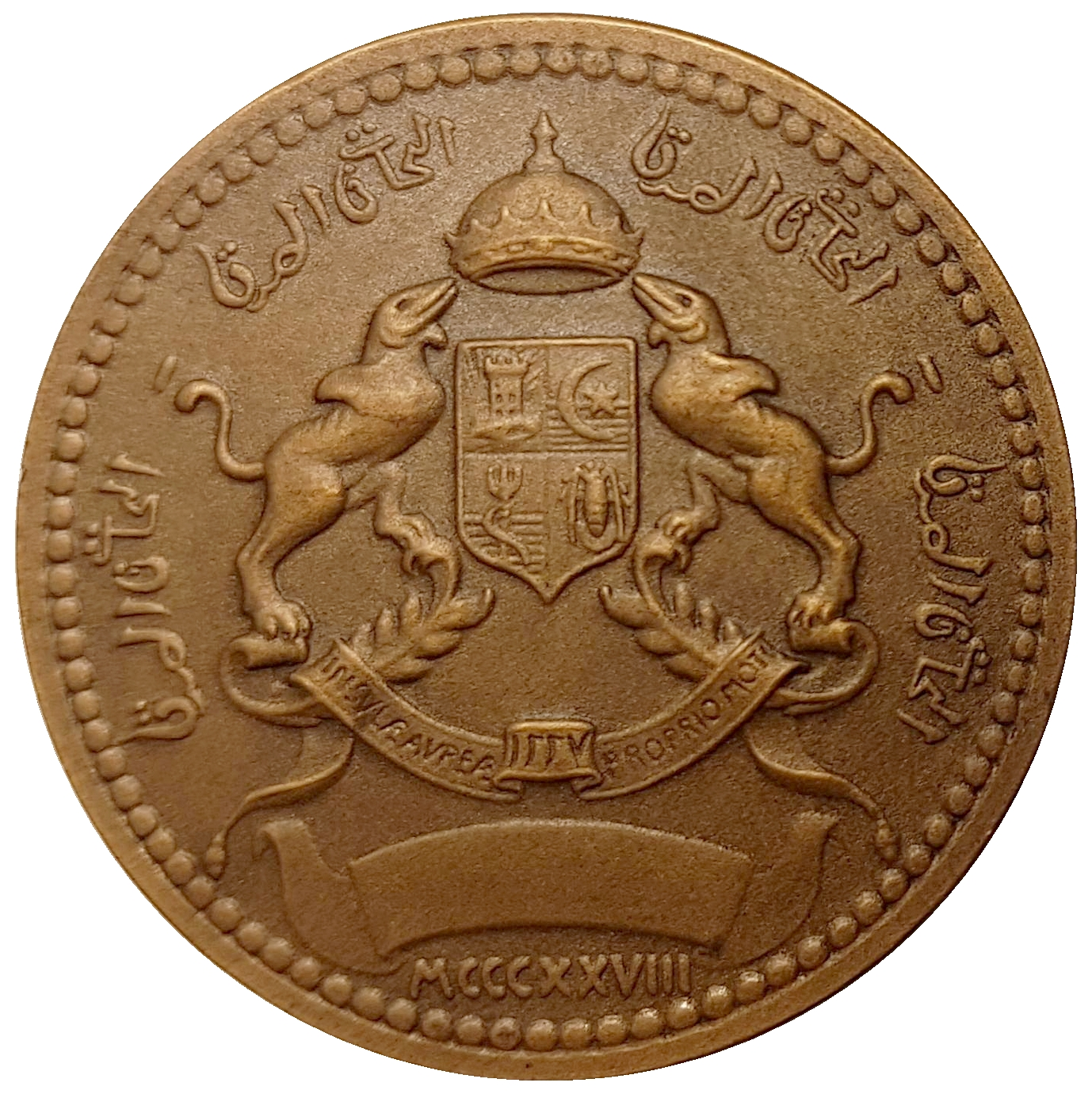
Revers de la médaille en bronze remise à Auguste Ier portant L. Patriarchi.
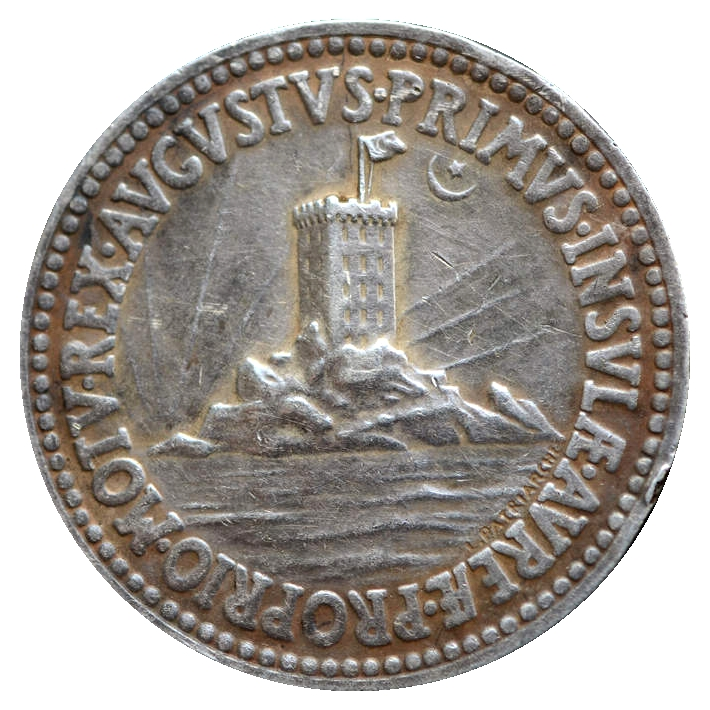
Avers de la médaille en argent remise à Auguste Ier portant L. Patriarchi[N 35].
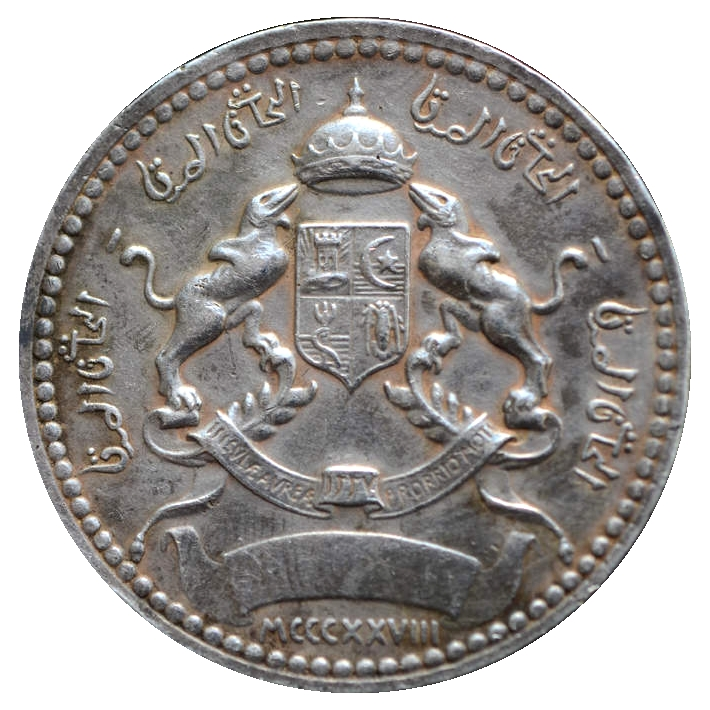
Revers de la médaille en argent remise à Auguste Ier portant L. Patriarchi[N 37].
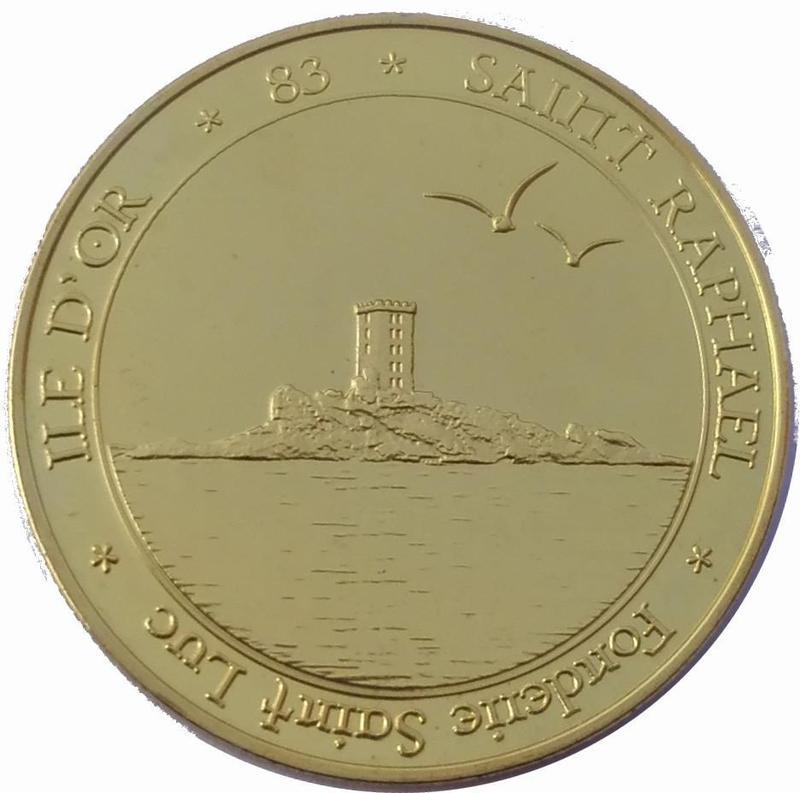
Avers de la médaille touristique de Saint-Raphaël par la Fonderie saint Luc. c. 2016-2019.
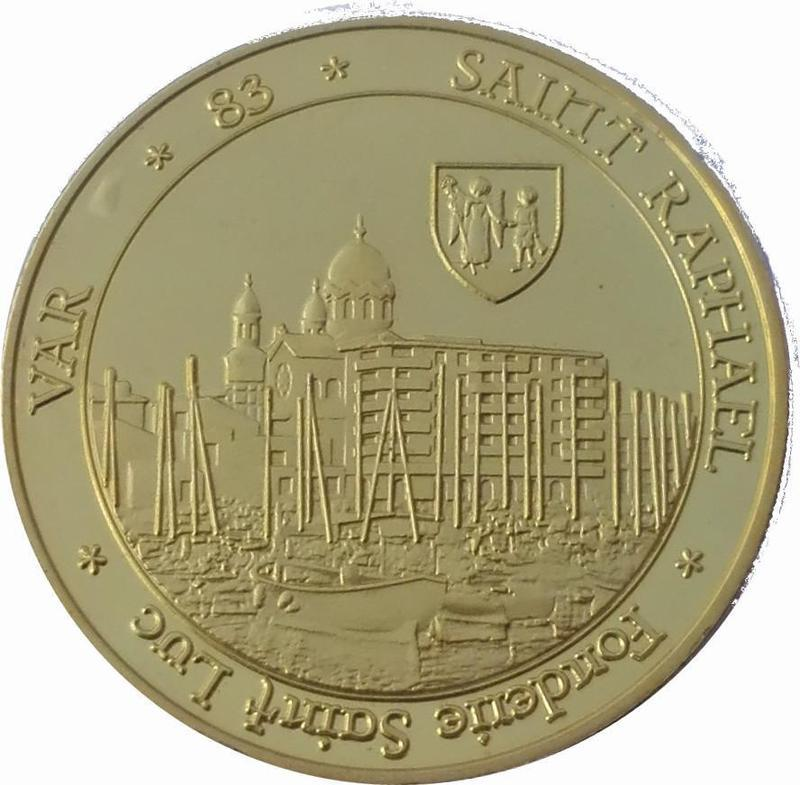
Revers de la médaille touristique de Saint-Raphaël par la Fonderie saint Luc. c. 2016-2019.

## Portrait des propriétaires

Les trois propriétaires successifs de l'île d'Or
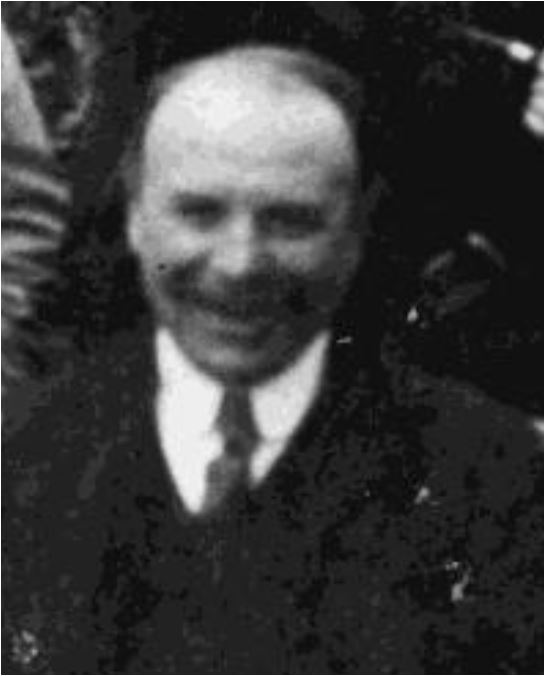
Léon Sergent (1861-1931).
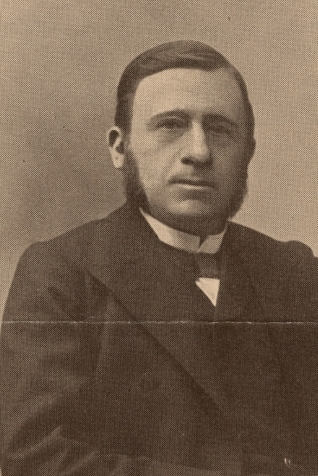
Auguste Lutaud (1847-1925).
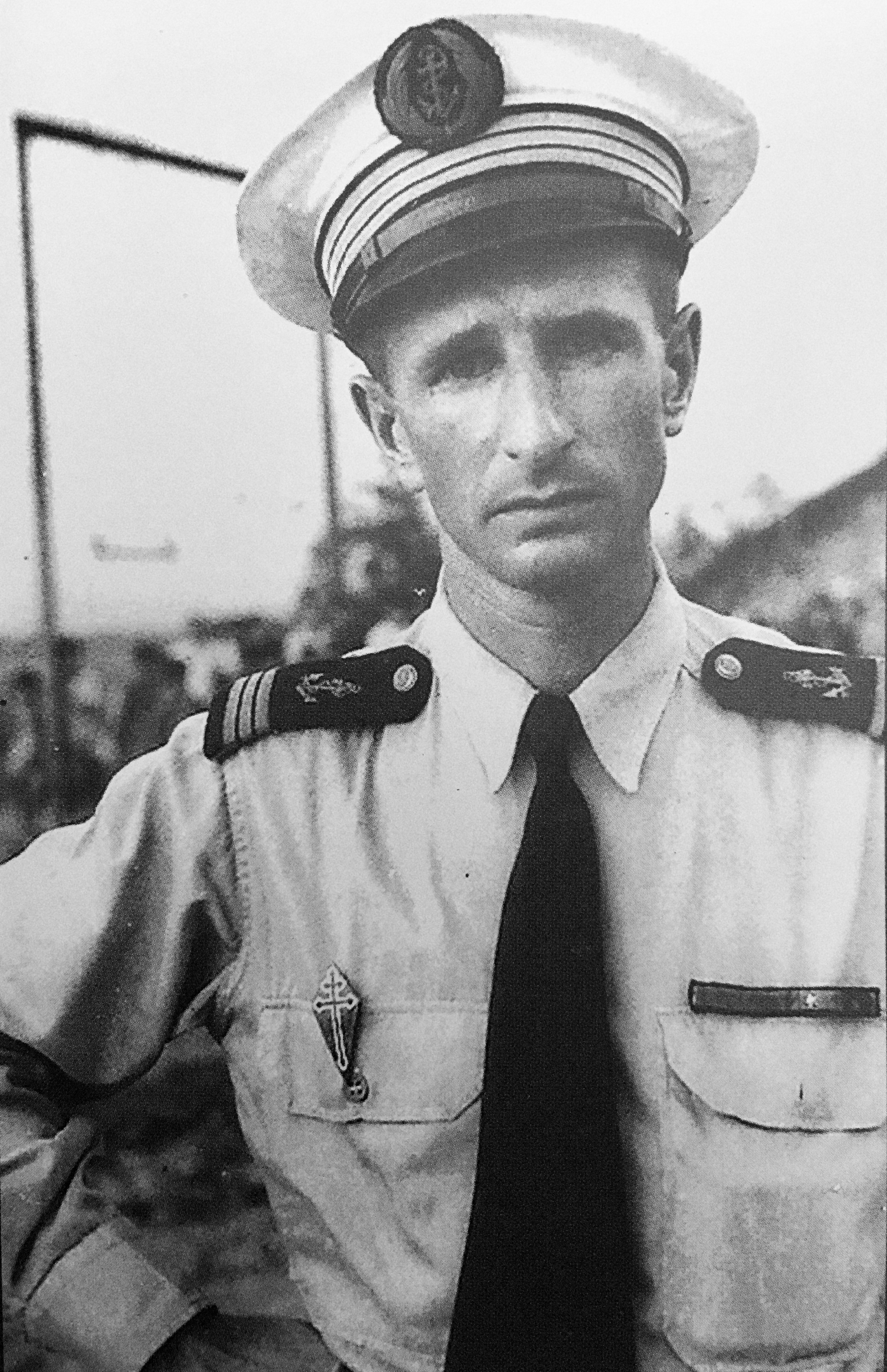
François Bureau (1917-1994).

### Illustrations
1. ↑  La photographie de Léon Sergent est visible sur Wikimedia Commons.
2. ↑  La représentation d'Auguste Lutaud est visible sur Wikimedia Commons.
3. ↑  Inventaire général du patrimoine culturel (photogr. Françoise Baussan), « 83 - Saint-Raphaël : Maison de villégiature dite La Moineaudière », immatriculation 04830733XE [jpg], sur patrimages.maregionsud.fr, Marseille, Conseil régional Provence-Alpes-Côte d'Azur (consulté le 2 juillet 2020).
4. ↑  Notice no IA83000575, sur la plateforme ouverte du patrimoine, base Mérimée, ministère français de la Culture.
5. 1 2  La déclaration de construction de la tour est visible sur Wikimedia Commons.
6. ↑  Le campanile de San Martino e Sisto de Vellano est visible sur Wikimedia Commons.
7. 1 2  L'ex-libris d'Auguste Ier est visible sur Wikimedia Commons.
8. 1 2  Le recto d'une carte postale imprimée en 1910 est visible sur Wikimedia Commons.
9. 1 2  Le verso d'une carte postale imprimée en 1910 est visible sur Wikimedia Commons.
10. 1 2  Le menu de 1911 est visible sur Wikimedia Commons.
11. ↑  Une médaille avec un nom inscrit en cartouche se trouve sur Wikimedia Commons.
12. 1 2  Le carton d'invitation de 1913 pour cette fête est visible sur Wikimedia Commons.
13. ↑  « Plage du Poussail (1820-1866) » sur Géoportail (consulté le 9 mai 2025).
14. ↑  La photographie de François Bureau est visible sur Wikimedia Commons.
15. ↑  Philippe Pons, « Le blog du 3 C - Collectif des Copropriétaires de Cap Esterel : Petite histoire en images de l'île d’Or » [jpg], sur www.capesterel3c.com, 26 mai 2018 (consulté le 29 mai 2025), Restauration vers 1995.
16. ↑  La représentation Le Dramont et l'île d'Or vus de Boulouris est visible sur Wikimedia Commons.
17. ↑  Jacques Baschet (ill. C[harles] Pardinel), « Le Dramont », L'Illustration : L'automobile et le tourisme, Bobigny, Éditions de l'Illustration « 90e année », no 4673 « Numéro spécial salon de l'automobile »,‎ 1er octobre 1932, Le Dramont et l’île d'Or vus de Boulouris (ISSN 0246-9251, BNF 34366081, lire en ligne [jpg], consulté le 22 mai 2020).
18. ↑  Alphonse Donnadieu (ill. Paul Bret), Paysages de Provence : La Côte d'Azur de Saint-Raphaël à la baie de Nice, Boulogne-Billancourt, Éditions Berger-Levrault, 1936, IX-335 p., in-4 (lire en ligne [jpg]), chap. IV (« En suivant la corniche d'Or de Saint-Raphaël à la rade d'Agay par Boulouris, le quartier d'Estérel-Plage, les carrières romaines des Caous, Le Dramont, et la légende de la reine Jeanne »), fig. 25. L'île d’Or.
19. ↑  Franck et Jérôme, « Autour de Louis de Funès », sur www.autourdelouisdefunes.fr (site personnel), août 2007 (consulté le 9 septembre 2018), chap. « Lieux de tournage », p. Cap Dramont (83), lieu de tournage du Corniaud.
20. ↑  (en) Beth Allcock, « Natalie Portman flashes her curvy derriere as she strips naked for new movie Planetarium » [« Natalie Portman exhibe ses fesses pulpeuses alors qu'elle se déshabille pour le nouveau film Planetarium »], photographie [jpg], sur www.thesun.co.uk, The Sun, Londres, 5 février 2017 (consulté le 21 décembre 2019).
21. ↑  L'illustration du guide Michelin de 1930 est visible sur Wikimedia Commons.
22. ↑  Cette représentation par les Postes et Télégraphes est visible sur Wikimedia Commons.
23. ↑  Cette affiche de la PLM est visible sur Wikimedia Commons.
24. ↑  Richard Zielenkiewicz, « Archives du blog : 2016. Juin » [png], sur 1.bp.blogspot.com (blog de l'illustrateur), publié le 8 juin 2016 (consulté le 23 avril 2019), Saint-Raphaël.
25. ↑  Estérel, Côte d'Azur, Vanves, Hachette, coll. « Le Routard », 2016/2017, 95 p., 20 cm (ISBN 978-2-0191-2493-9, lire en ligne [jpeg]), Première de couverture.
26. 1 2  « Albums : L'Île Noire » [jpg] (premières de couvertures), sur www.tintin.com (site officiel), Bruxelles, Tintinimaginatio (consulté le 12 juillet 2023).
27. ↑  Daniel Bellier, « Tintin : L'île Noire » [jpg] (Le Petit Vingtième, 11e année, no 4, 27 janvier 1938), sur bellier.co, 31 mai 2005 (consulté le 16 juillet 2023), première de couverture.
28. ↑  Daniel Bellier, « Tintin : L'île Noire » [jpg] (Le Petit Vingtième, 11e année, no 5, 3 février 1938), sur bellier.co, 31 mai 2005 (consulté le 16 juillet 2023), p. 8.
29. ↑  Les ruines du château de Graig sont visibles sur Wikimedia Commons.
30. ↑  « Château de Lochranza. Château de Tintin. L'Île Noire », case de l’album figurant le château de L'Île Noire (éd. 1966 p. 43) [jpg], sur montjoye.net, 20 septembre 2018 (consulté le 29 avril 2019).
31. ↑  Un dessin du château de Lochranza vers 1800 par John Sell Cotman est visible sur Wikimedia Commons.
32. ↑  Le château de Brodick est visible sur Wikimedia Commons.
33. ↑  Un cliché numérique du château d'Eilean Donan est visible sur Wikimedia Commons.
34. ↑  Un cliché numérique du château de Kisimul est visible sur Wikimedia Commons.
35. ↑  Richard Ferriere, « Tintin et l'aviation : L'Île Noire (1938) », photographie et extrait de dessin de couverture comparatifs [jpg], sur richard.ferriere.free.fr (site personnel) (consulté le 24 avril 2019).
36. ↑  Une photogravure de la porte de Hal à Bruxelles entre 1890 et 1900 est visible sur Wikimedia Commons.
37. ↑  Ranko (pseudonyme), « Les Aventures de Tintin : L'Île Noire », le forum des tintinophiles [jpg], sur www.forum-tintinophile.com, 6 décembre 2011 (consulté le 25 avril 2019), Les sources du château de Ben More.
38. ↑  « Les trésors de l’île d’Or » [jpg] (première de couverture), sur www.plongez.fr, Hyères, Plongez ! SARL (consulté le 25 avril 2022).
39. ↑  Une des photographies de l'île d'Or par Leo Wehrli est visible sur Wikimedia Commons.
40. ↑  Michelin, guides touristiques, Côte d'Azur, Monaco : découvrez nos circuits entre mer et montagne (image de couverture), Boulogne-Billancourt, Manufacture française des pneumatiques Michelin, coll. « Le guide vert », 21 février 2012, 543 p., 22 cm (ISBN 978-2-06-716888-6, lire en ligne [jpg]), couverture.
41. ↑  La carte postale Le sémaphore d'Agay et l'île d'Or éditée par Paul Helmlinger est visible sur Wikimedia Commons.
42. ↑  Les cartes postales d'Antoine Bandieri intitulées Saint-Raphaël (Var). L'île d'Or et la tour sarrazine et St-Raphaël. L'île d'Or , La tour sarrazine et le sémaphore du Dramont, vus du large sont visibles sur Wikimedia Commons.
43. ↑  Une partie des nombreuses rééditions de la carte postale Agay. Corniche d'Or. Rocher du Dramont et l'île d'Or de Lévys fils & Cie est visible sur Wikimedia Commons.
44. ↑  Jean Goanvic, « La philatélie, témoin de l'istoire : Documentation philatélique replacée dans son contexte historique » [jpg] (site personnel), sur histoire-et-philatelie.fr (consulté le 25 septembre 2021), p. 2. La guerre aux côtés des Alliés (1940-1945).
45. ↑  Nathalie Collin (dir. publication), « Collector - Entre ciel et terre… Les îles françaises : Les îles méditerranéennes » [jpeg], sur www.laposte.fr, Paris, La poste (consulté le 25 mai 2025).
46. ↑  Double-J / L'invitation aux voyages, « 83 - Fréjus Saint-Raphaël », Collectors Timbres poste :: Sud (ex Provence-Alpes-Côte d'Azur) [jpg], sur www.double-j.org (forum), 27 juillet 2013 (consulté le 5 décembre 2019).
47. ↑  Double-J / L'invitation aux voyages, « 83 - Fréjus Saint-Raphaël », Collectors Timbres poste :: Sud (ex Provence-Alpes-Côte d'Azur) [jpg], sur www.double-j.org (forum), 27 juillet 2013 (consulté le 5 décembre 2019).
48. ↑  Double-J / L'invitation aux voyages, « 83 - Fréjus Saint-Raphaël », Collectors Timbres poste : Sud (ex Provence-Alpes-Côte d'Azur) [jpg], sur www.double-j.org (forum), 27 juillet 2013 (consulté le 5 décembre 2019).
49. ↑  Admin, « Fonderie saint Luc », forum [jpg], sur i.servimg.com, 30 janvier 2019 (consulté le 16 décembre 2019).
50. ↑  Le blason de la commune de Saint-Raphaël est visible sur Wikimedia Commons.